# Polizeiuniform (Österreich)

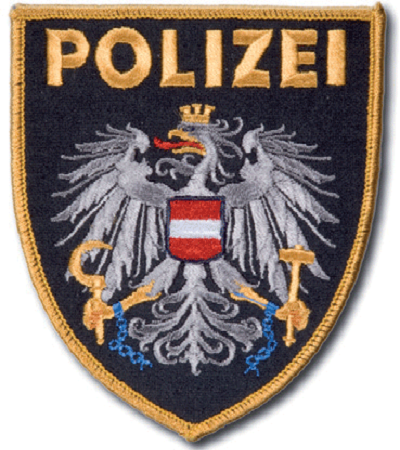
Ärmelabzeichen der österreichischen Polizeiuniformen

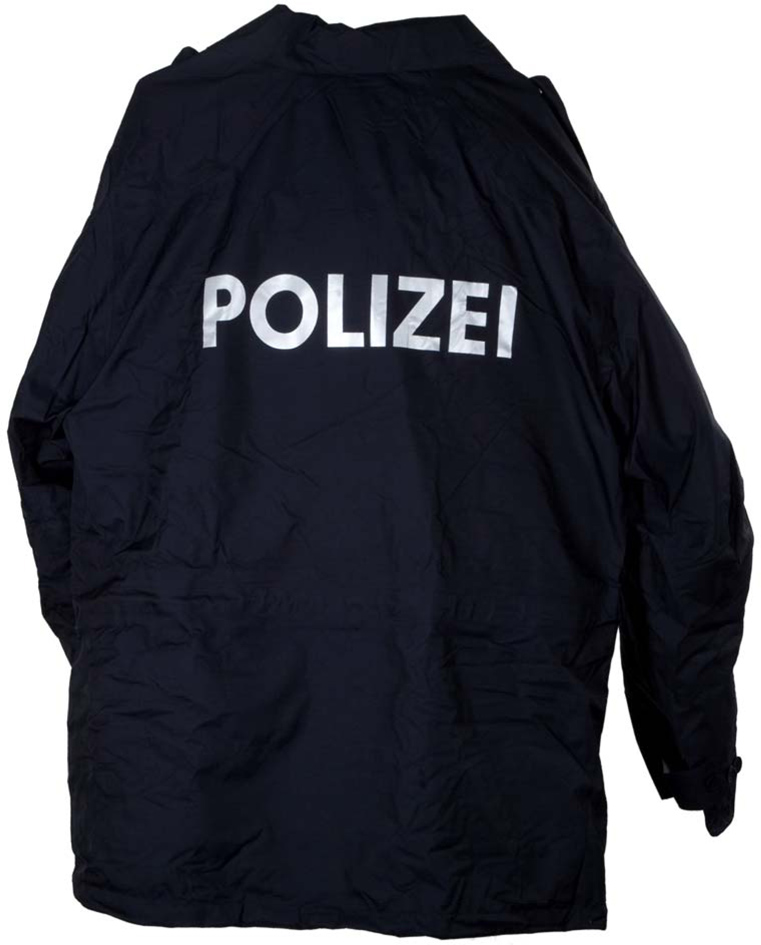
POLIZEI-Rückenschriftzug

Die österreichischen Polizeiuniformen sind die Uniformen der Organe der österreichischen Polizei.

## Rechtliche Voraussetzungen
Gemäß der Polizeiuniformtrageverordnung (PUTV) des Bundesministeriums für Inneres sind die Organe des öffentlichen Sicherheitsdienstes, dazu gehören die Angehörigen der Bundespolizei, der Flugpolizei, des EKO Cobra, des Höheren Dienstes der Sicherheitsbehörden (Rechtskundiger- und Amtsärztlicher Dienst), verpflichtet, im Dienst Uniform zu tragen. Ausnahmen gibt es für bestimmte Beamtengruppen, insbesondere im kriminalpolizeilichen Dienst.
Die Uniformen und Uniformteile von Polizisten sind in der im Jahr 2004 erlassenen Uniformschutzverordnung (USV) unter gesetzlichen Schutz gestellt. Es ist nicht erlaubt, außer für szenische Zwecke (z. B. Filmaufnahmen) an einem öffentlichen Ort eine solche Uniform oder Uniformteile (Abzeichen, Distinktionen und dergleichen) zu tragen. Wer dem zuwiderhandelt, kann eine Strafe von bis zu 360 Euro oder Ersatzfreiheitsstrafe bis zu zwei Wochen erhalten. Im Jahr 2010 wurde eine Novelle der USV verabschiedet, in welcher auch die neuen Uniformsorten, fünf Jahre nach deren Einführung, berücksichtigt werden. In dieser Novelle wurden die alten grünen und grauen Uniformsorten von Sicherheitswache und Gendarmerie bis Ende des Jahres 2014 unter Schutz gestellt.

## Grundsätzliches

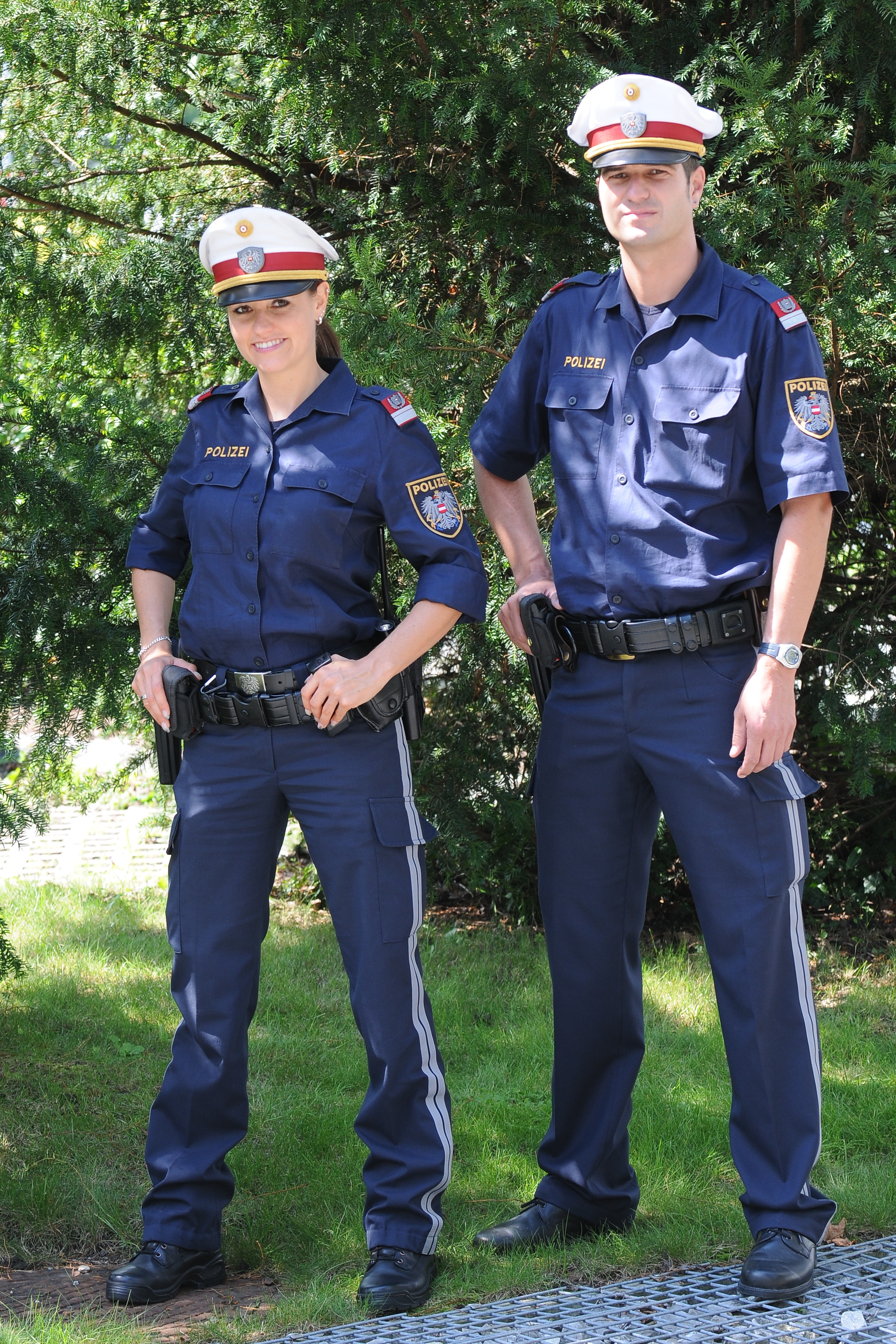
Zwei uniformierte Polizeibeamte (RevInsp) der Bundespolizei

Wenn zwei oder mehrere uniformierte Bedienstete gemeinsam den gleichen Außendienst versehen, haben sie nach dienstlicher Zulässigkeit einheitlich adjustiert zu sein. Diesbezügliche Anordnungen trifft der jeweilige Kommandant. Grundsätzlich aber können Bedienstete im Rahmen ihrer Verwendung unter Bedachtnahme auf die herrschende Witterung die für die Dienstleistung zweckmäßigste Dienstbekleidung selbst wählen. Die zur jeweiligen Adjustierung gehörende Kopfbedeckung ist immer zu tragen. Ausnahmen sind nur bei Verrichtung des Innendienstes, bei Benützung von Kraftfahrzeugen, aus einsatztaktischen Gründen und, wenn die Dienstleistung ohne Gefährdung der Bediensteten nicht erreicht wird, zulässig. Beim Tragen der Uniformhemden- bzw. blusen sind alle Knöpfe zu schließen.
Die Grundfarbe der Distinktionen ist bei den Bediensteten des rechtskundigen Dienstes Bordeauxviolett, bei den Bediensteten des Wachkörpers Bundespolizei, den Bediensteten des polizeiärztlichen Dienstes, den Polizeiseelsorgern und den Gastmusikern Krapprot. Seit dem Jahr 2016 werden neue, vereinheitlichte Distinktionen ausgegeben, deren Grundfarbe einheitlich karmesinrot ist. Die Distinktionen sind an den dafür vorgesehenen Stellen der normierten bzw. gestatteten Uniformsorten anzubringen, die Aufschubdistinktionen sind auf der jeweiligen Oberbekleidung zu tragen. Wenn ein Bediensteter auf eine neue Stelle ernannt wird, die mit einer Änderung des Amtstitels oder der Verwendungsbezeichnung verbunden ist, kann bei der Ernennung (Ausfolgung des Dekretes) bereits die entsprechende Distinktion getragen werden. Distinktionen, welche nicht mehr dem aktuellen Rang eines Bediensteten entsprechen oder noch von früheren Wachkörpern stammen, dürfen nicht mehr getragen werden.
Sofern der stellvertretende Generaldirektor für die öffentliche Sicherheit (BL-II-B-1) und die Leiter der Abteilungen II/1 und II/2 in der Generaldirektion für die öffentliche Sicherheit Angehörige des rechtskundigen Dienstes sind, trägt der Bereichsleiter II-B-1 die gleiche Distinktion wie der Polizeipräsident bzw. Sicherheitsdirektor und die Leiter der Abteilung II/1 und II/2 die gleiche Distinktion wie der Polizeivizepräsident bzw. Polizeidirektor. Andere Bedienstete des Höheren Dienstes, also mit Studienabschluss, im Bundesministerium für Inneres, denen eine Uniformtrageerlaubnis erteilt wurde, gebührt eine Distinktion gemäß dem Amtstitel oder der Verwendungsbezeichnung (Kommissär, Rat, Oberrat, Hofrat, Ministerialrat).

## Die Uniformen
Die aktuelle österreichische Polizeiuniform wird vom Bekleidungswirtschaftsfonds der Exekutive entwickelt. Die Uniformteile sind individuelle Entwicklungen mit einem besonderen Augenmerk auf Erscheinungsbild, Funktionalität, Tragekomfort und Qualität. Die Erstentwürfe des neuen Uniformkonzepts wurden in Zusammenarbeit mit den Designerinnen Barbara Mungenast und Bettina Müller erstellt. Soweit nicht anders angegeben, sind alle Uniformsorten im selben, dunkelblauen Ton gehalten.

### Einsatzuniform
Die Einsatzuniform ist die Uniform, die von den Bediensteten im regulären, täglichen Dienst getragen wird. Den Angehörigen des Höheren Dienstes der Sicherheitsbehörden ist es freigestellt, die Einsatzuniform zu beziehen. Im regulären Dienst wird von ihnen die Repräsentationsuniform getragen.

#### Hose

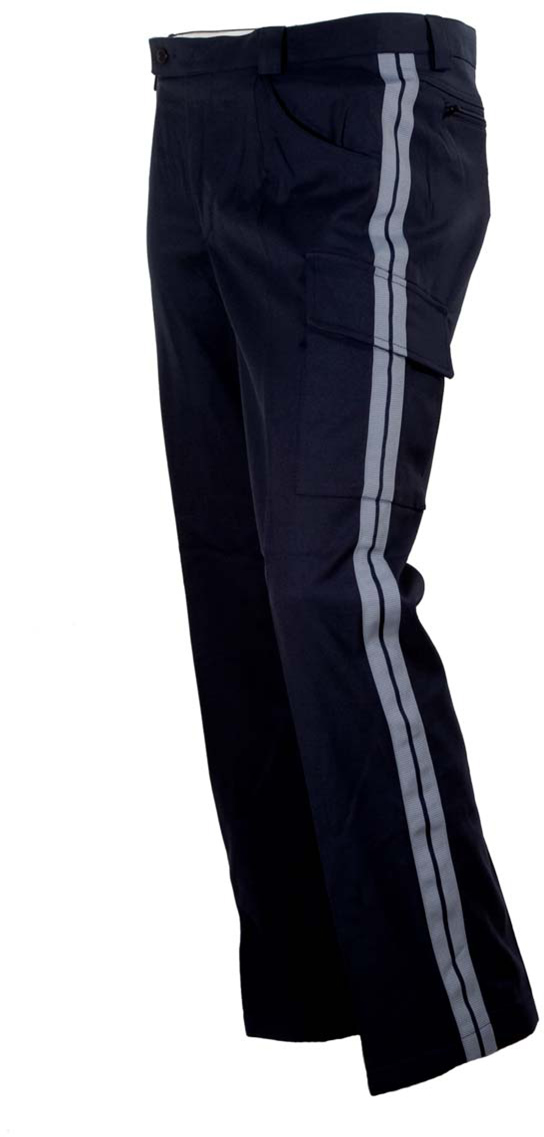
Mehrzweckhose
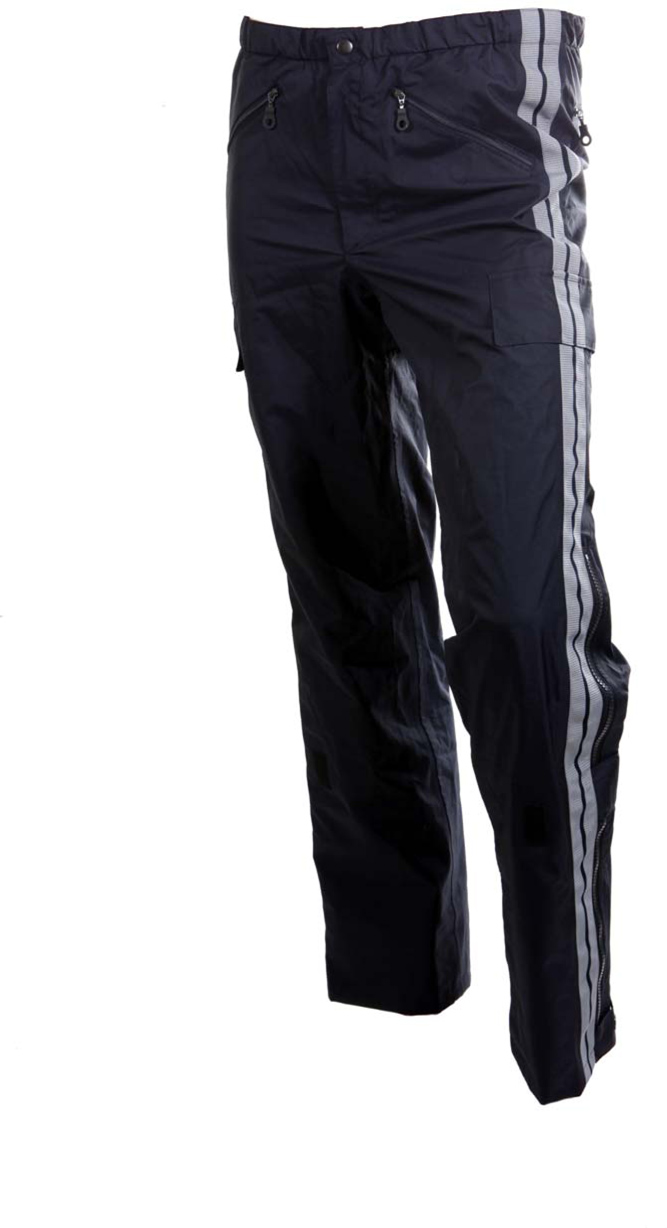
Überhose

Bei der im regulären Dienst verwendeten Mehrzweckhose handelt es sich um eine Mischfaserhose. Im Oberschenkelbereich befinden sich Außentaschen mit Klettverschluss, die beiden Gesäßtaschen sind mit Reißverschlüssen verschlossen. An den Seiten der Hosenbeine befinden sich je zwei silberfärbige, nicht reflektierende Streifen. Die Hosen gibt es sowohl in einer Normalversion, als auch in einer Sommerversion mit dünnerem Stoff und einer gefütterten Winterversion. Als Regenschutz gibt es eine wasserfeste Überhose.

#### Unterleibchen
Unter dem Hemd ist ein blaues Unterleibchen (Unterhemd) mit kurzen oder langen Ärmeln (wenn ein blaues Hemd getragen wird) oder ein kurzärmeliges weißes Unterleibchen (wenn ein weißes Hemd getragen wird) aus atmungsaktivem Material zu tragen. Am linken Ärmel befindet sich auf dem Unterleibchen der eingestickte Schriftzug „POLIZEI“ und daneben die, ebenfalls gestickte, österreichische Flagge.

#### Hemd bzw. Bluse

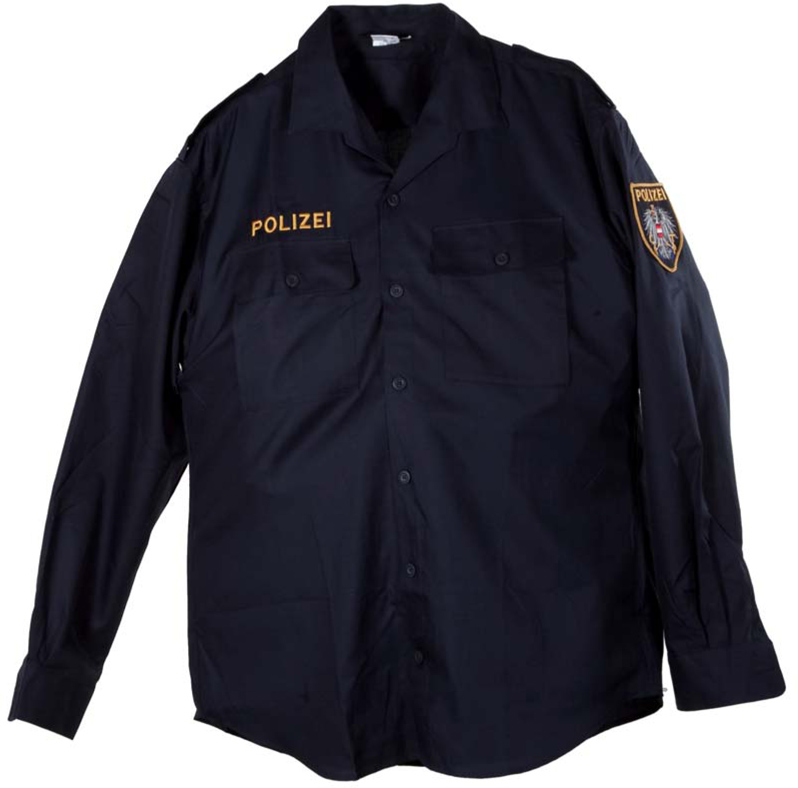
Uniformhemd blau, Langarm
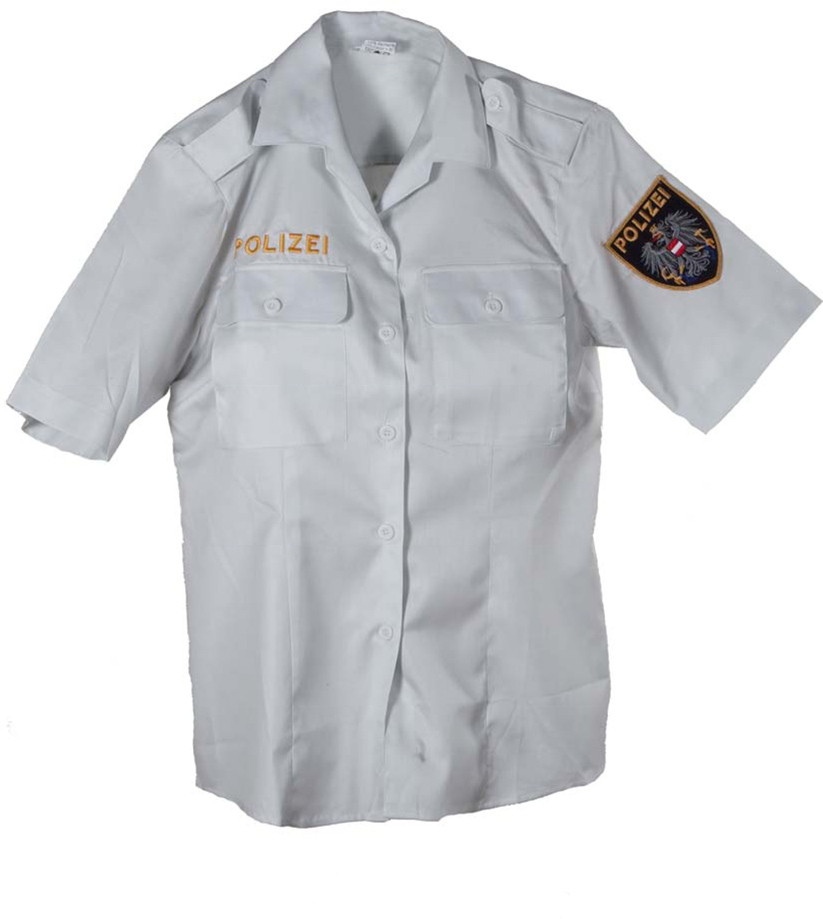
Uniformbluse weiß, Kurzarm
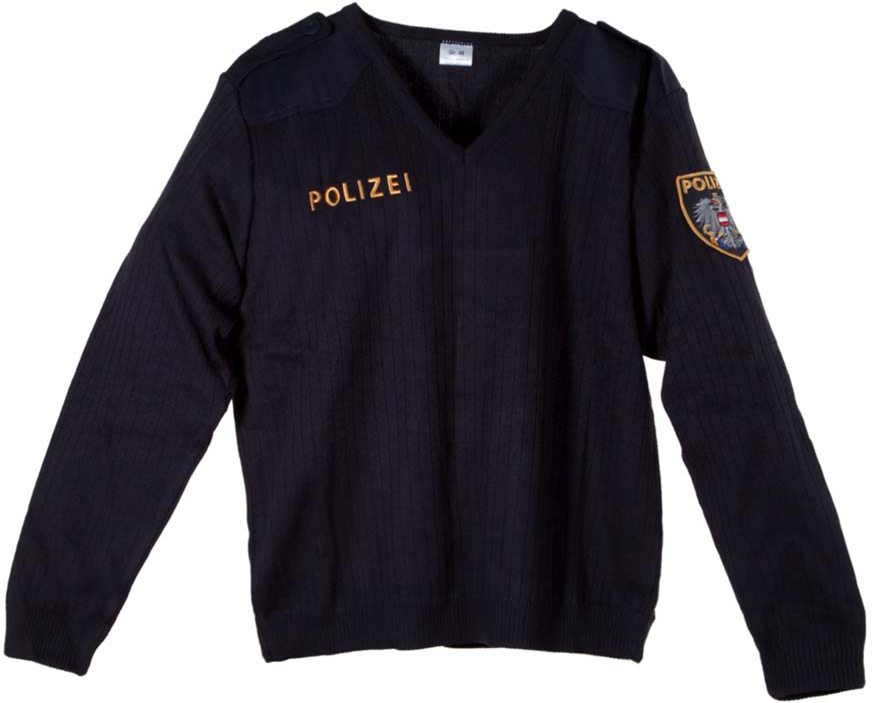
Wollpullover

Das lang- oder kurzärmelige blaue Uniformhemd bzw. die Uniformbluse, aus Baumwolle gefertigt, wird im regulären Dienst getragen. Bei heißer Witterung ist das Tragen des kurzärmeligen weißen Hemdes gestattet. Das Tragen der Krawatte zum langärmeligen blauen Hemd ist erlaubt, jedoch nicht vorgeschrieben.

#### Pullover
Bei kalter Witterung kann anstatt des Uniformhemdes ein blauer Rollkragenpullover getragen werden. Weiters ist auch ein blauer Wollpullover vorhanden, welcher sowohl über dem blauen Uniformhemd als auch über dem Rollkragenpullover getragen werden kann. Im Außendienst ist das Tragen der Pullover als oberste Bekleidungsschicht, außer in Fahrzeugen und beim Flughafendienst, nicht gestattet.

#### Jacke

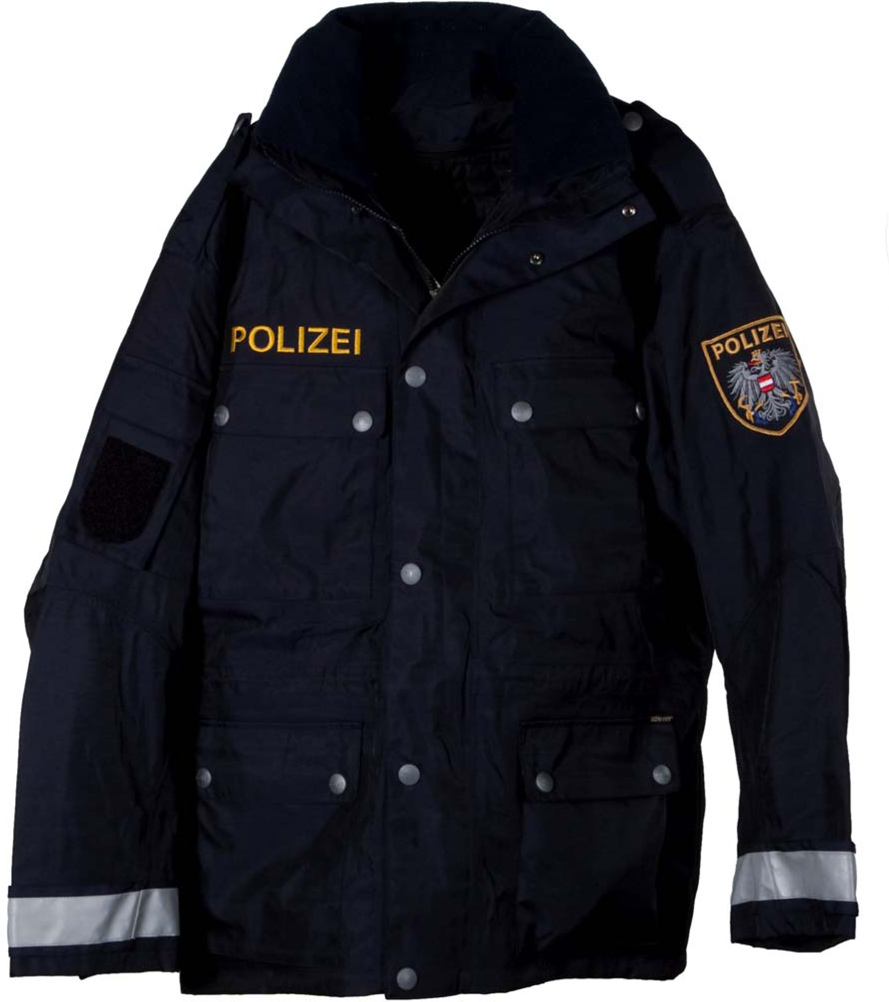
Mehrzweckjacke
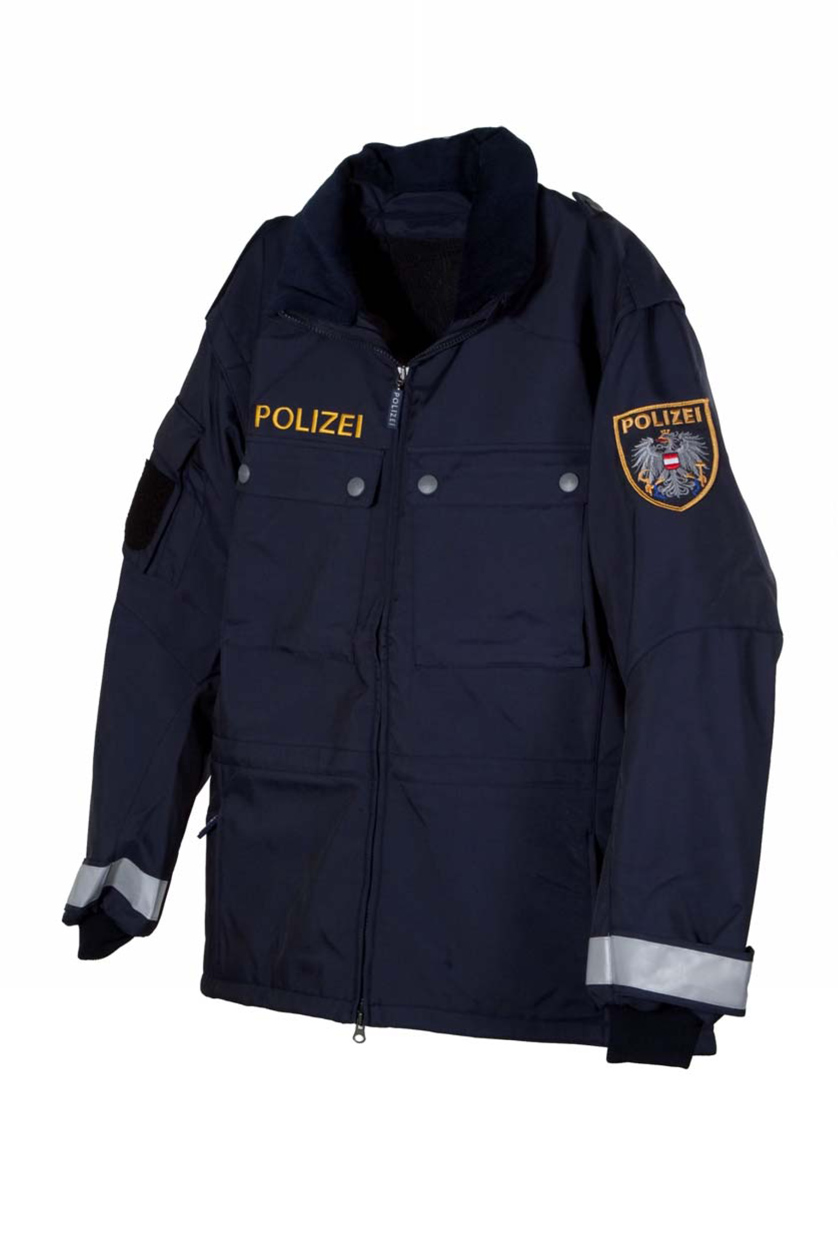
Einsatzjacke
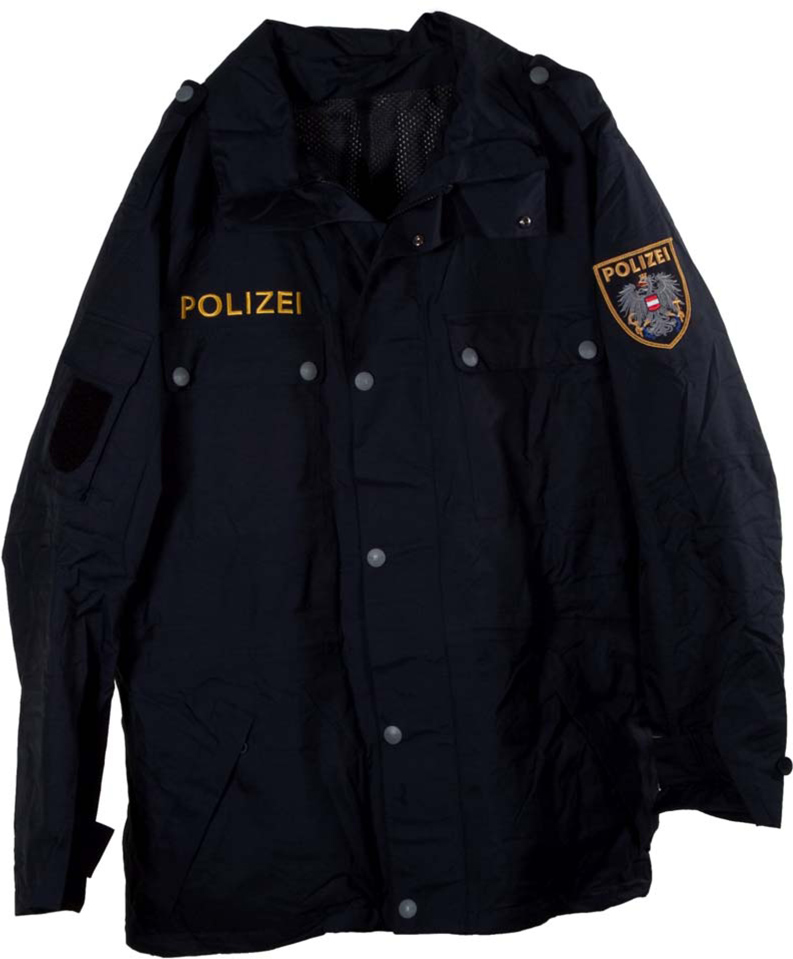
Regenjacke
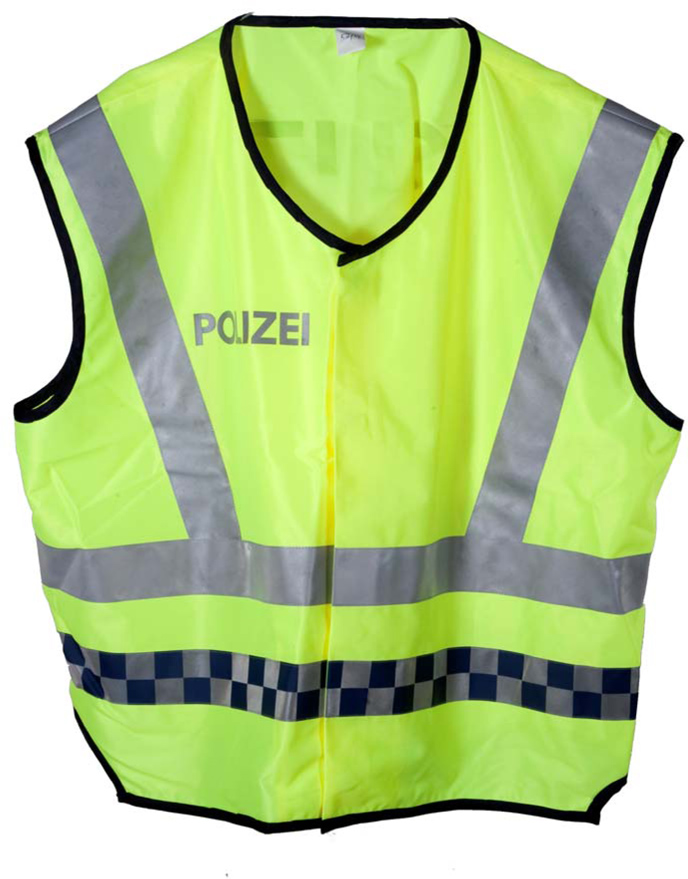
Verkehrsdienstüberwurf
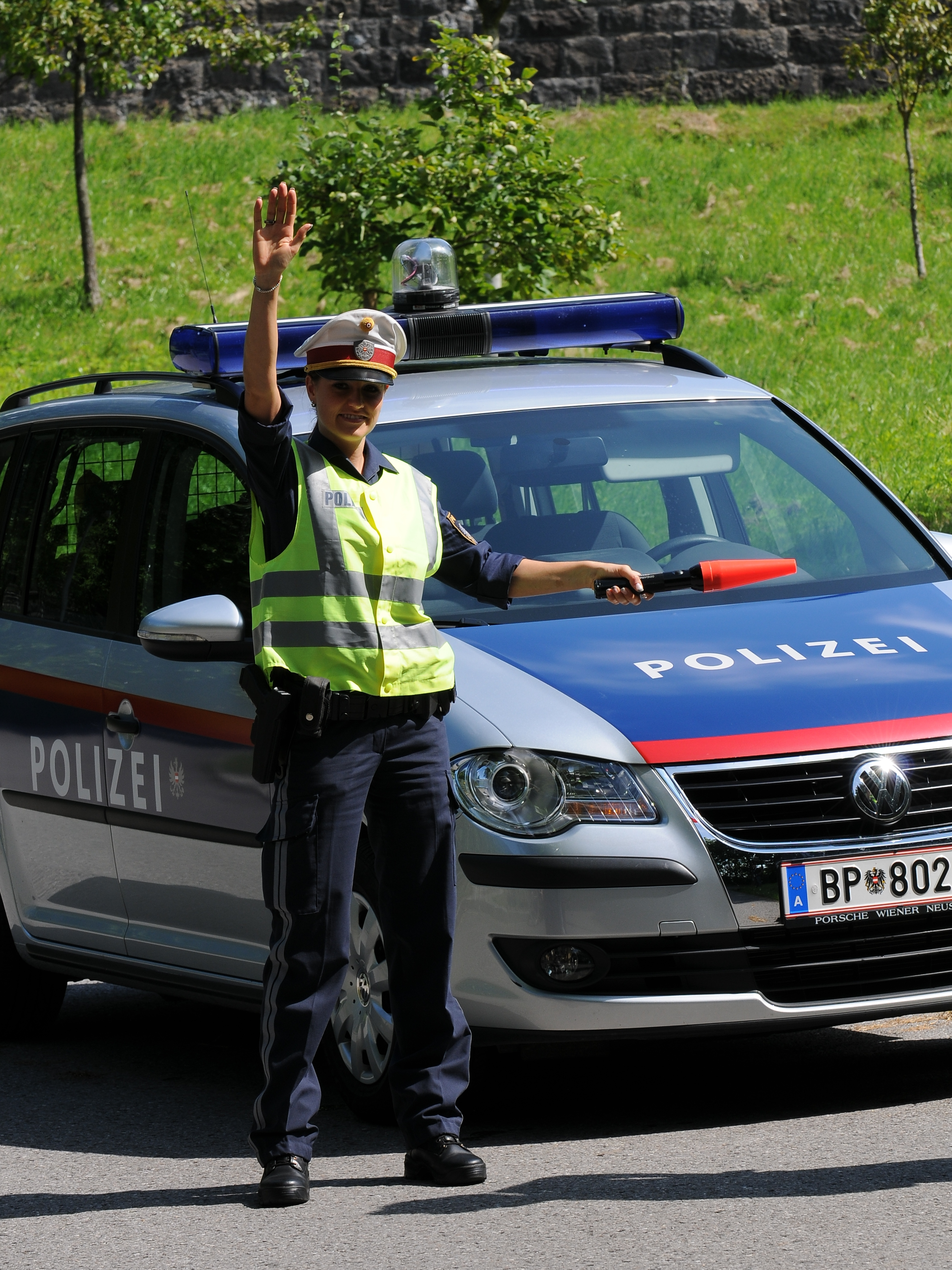
Polizistin mit Verkehrsdienstüberwurf

Den Bediensteten stehen drei verschiedene Jackenarten zur Verfügung. Zum einen die sogenannte Mehrzweckjacke, welche mit vielen Außentaschen ausgestattet ist. Sie besitzt ein einzippbares Innenfutter und einen aufknöpfbaren Fleecekragen für kalte Witterung und eine aufknöpfbare Regenkapuze. Optional ist auch ein einzippbares Wärmefutter verfügbar. Die sogenannte Einsatzjacke ist eine etwas enger und kürzer geschnittene sowie mit weniger Außentaschen ausgestattete Jacke. Beide Jacken bestehen aus Funktionsmaterial (Gore-Tex). Als dritte Jacke ist eine leichte Regenjacke vorgesehen, welche eventuell zusammen mit der Überhose, getragen werden kann. Für den Verkehrsdienst ist ein signalgelber Überwurf vorgesehen.

#### Overall

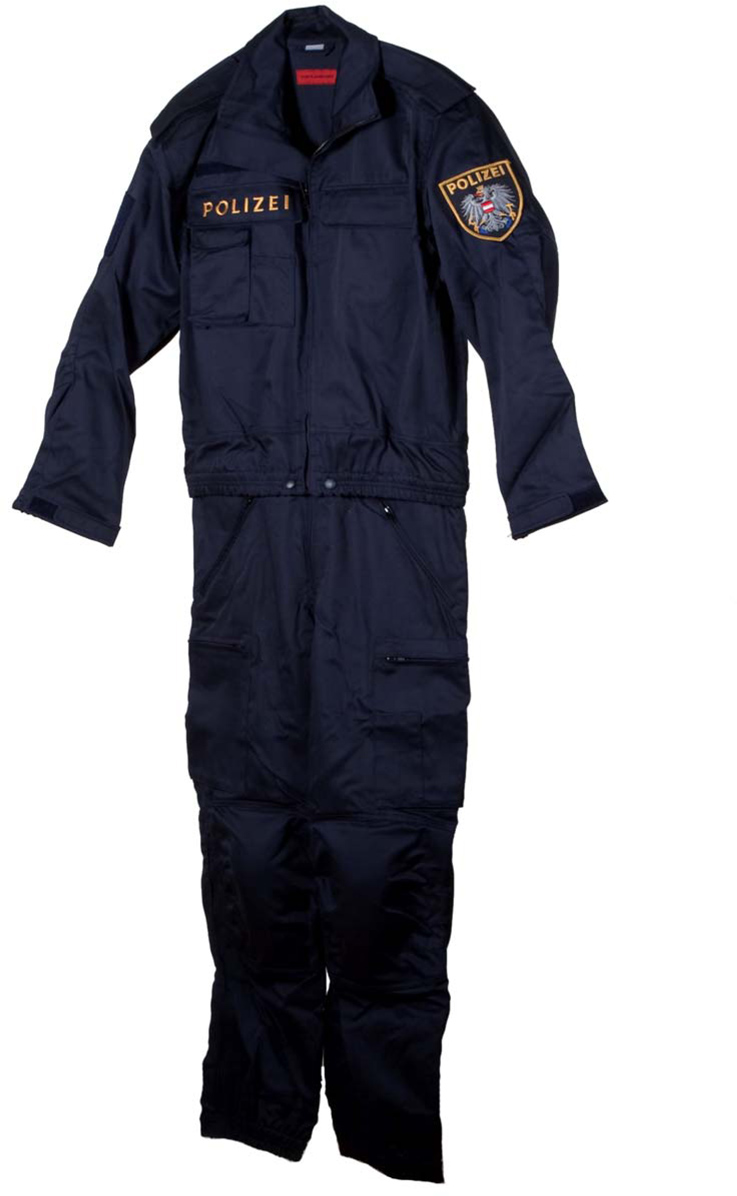
Einsatzoverall

Zu ordnungsdienstlichen Einsätzen wird ein Overall getragen, welcher je nach Einheit auch flammhemmend ausgeführt sein kann. Im Regeldienst wird der Overall von den Angehörigen des EKO Cobra, der WEGA und teilweise auch von den Diensthundeführern getragen.

#### Kopfbedeckung

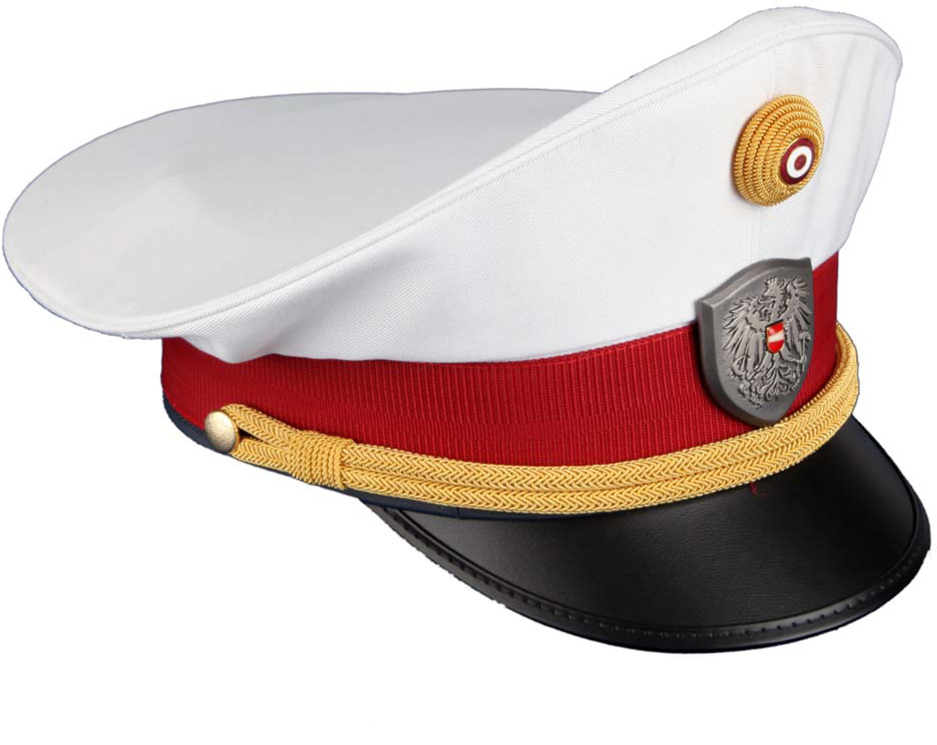
Weiße Tellerkappe eines eingeteilten Beamten
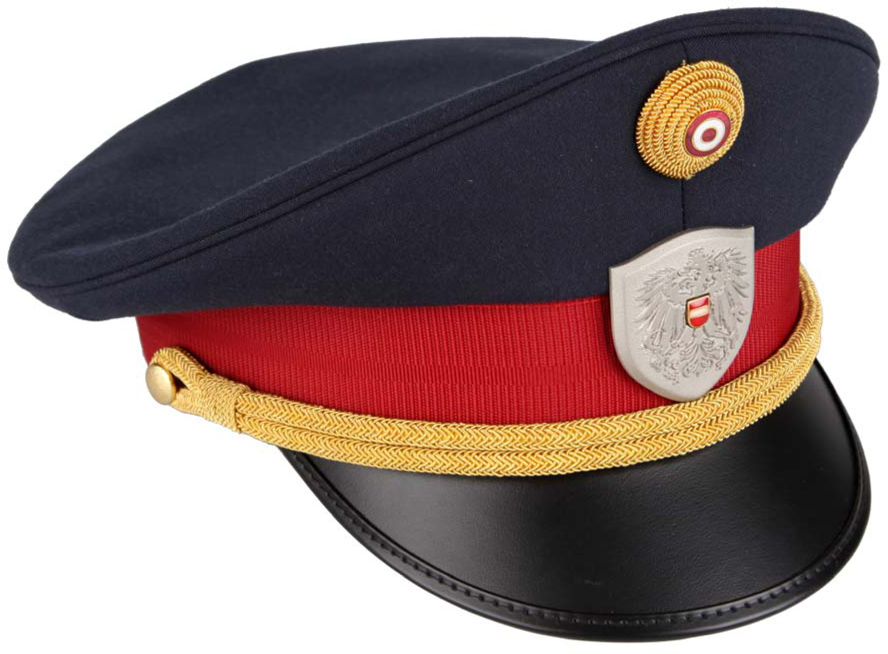
Blaue Tellerkappe eines dienstführenden Beamten
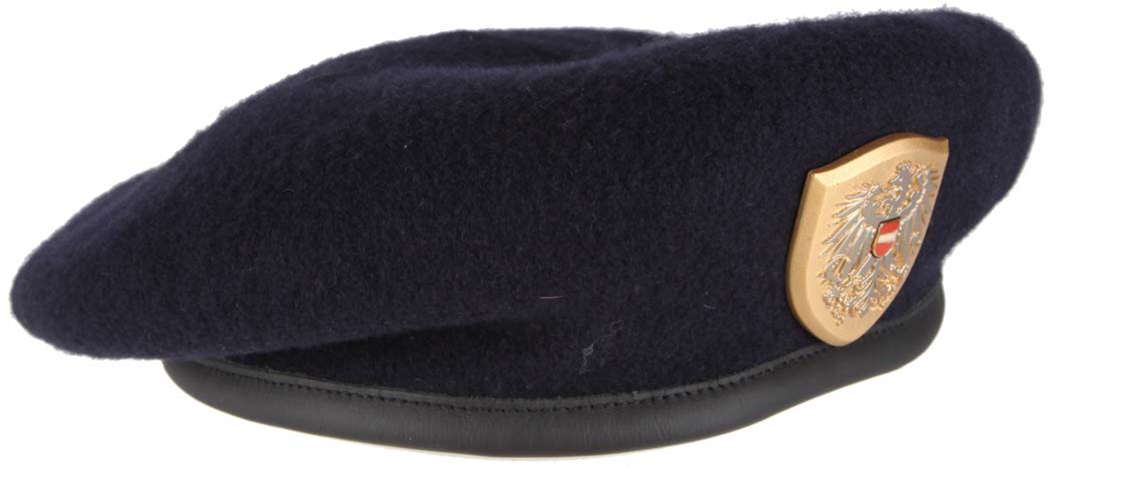
Blaues Barett eines leitenden Beamten
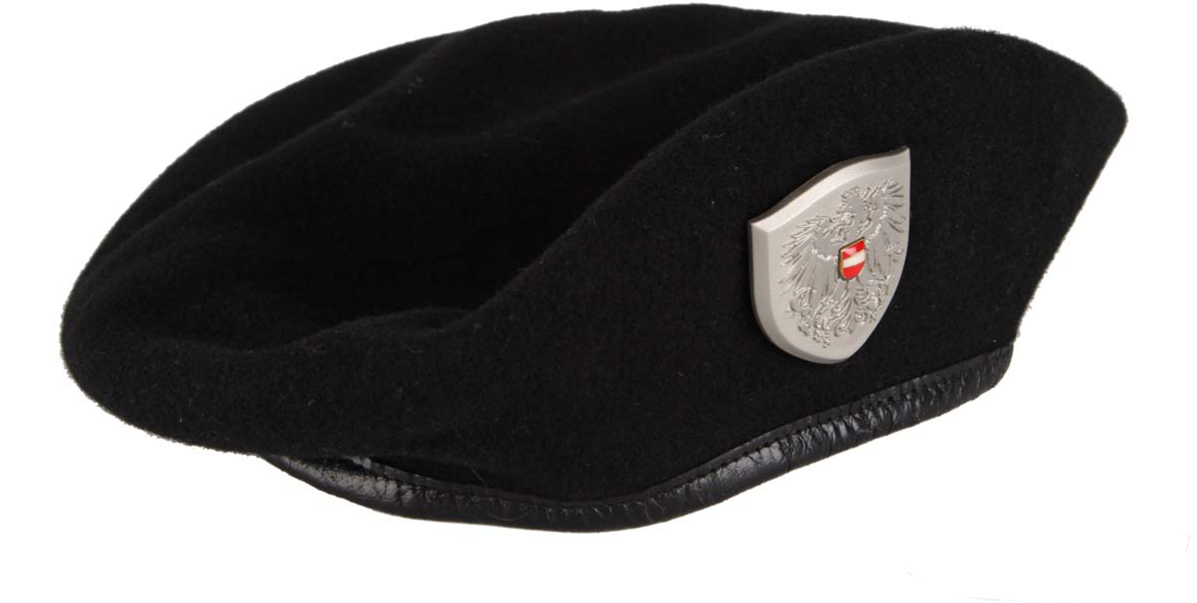
Schwarzes Barett eines dienstführenden Beamten
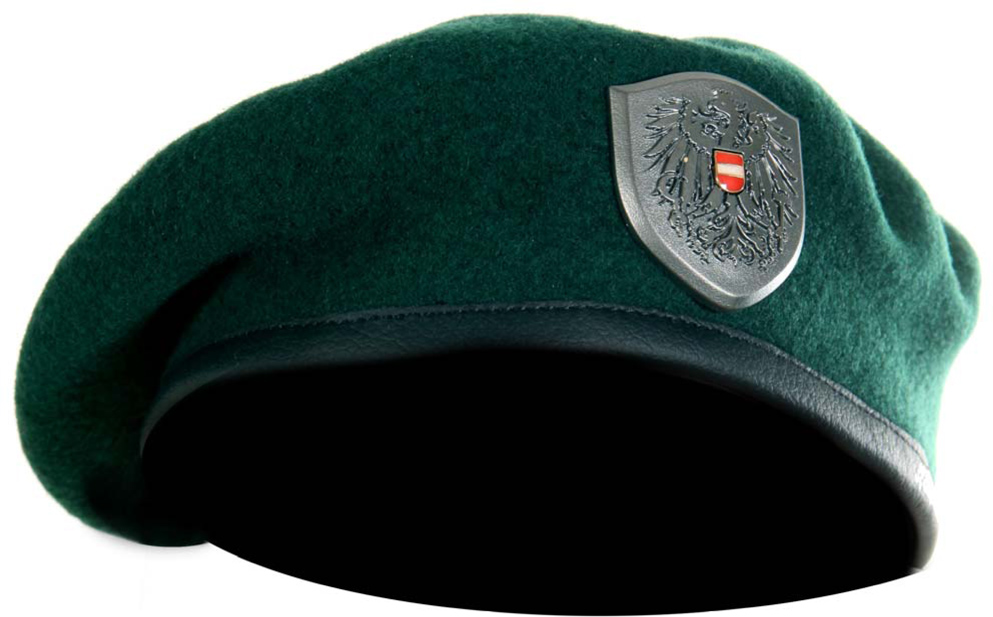
Grünes Barett eines eingeteilten Beamten
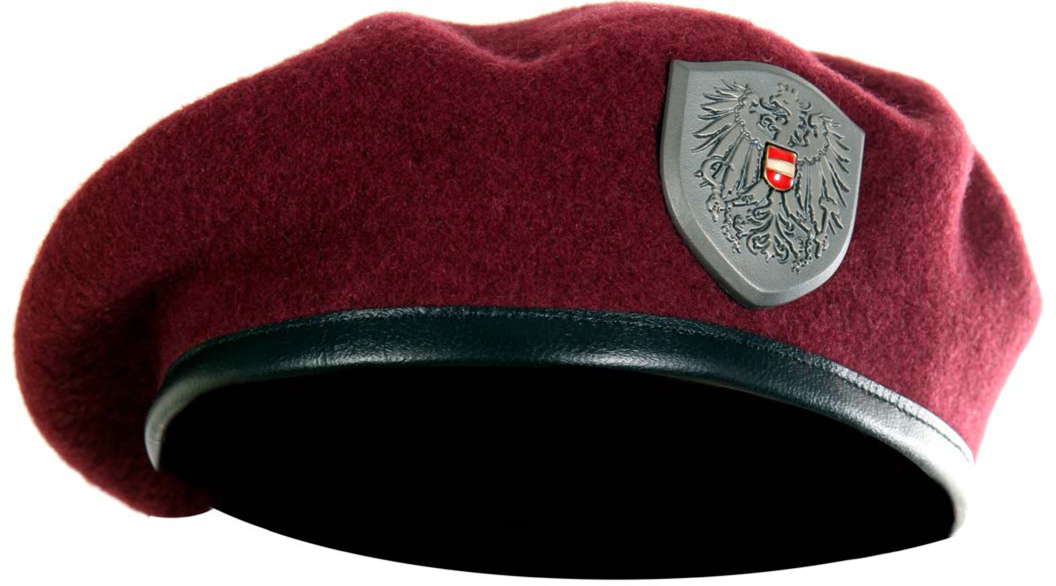
Weinrotes Barett eines eingeteilten Beamten
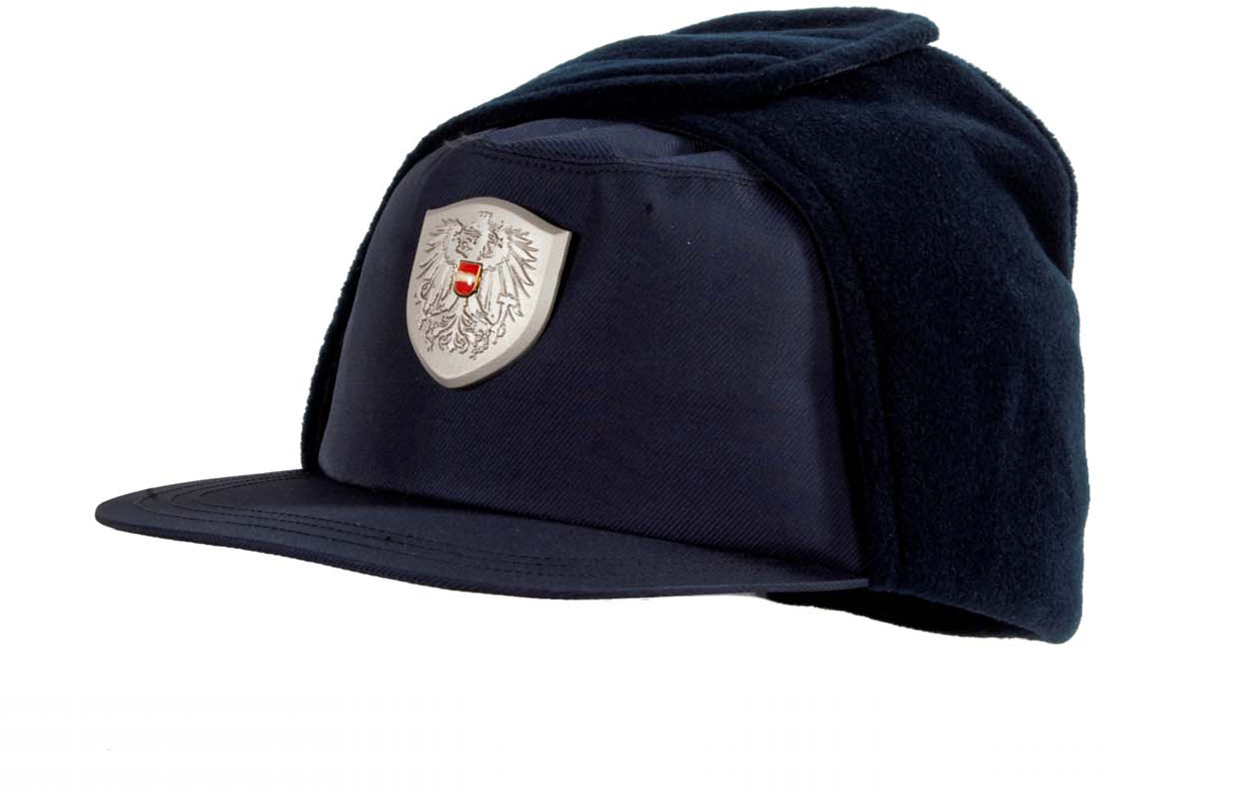
Winterkappe eines dienstführenden Beamten
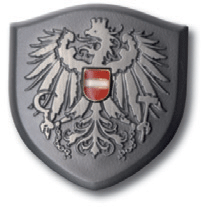
Kappenemblem Verwendungsgruppe E 2b / E 2c
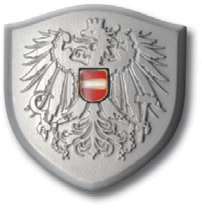
Kappenemblem Verwendungsgruppe E 2a
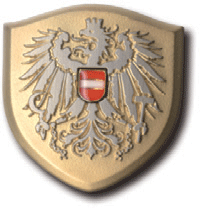
Kappenemblem Verwendungsgruppe E 1 und Rechtskundiger Dienst
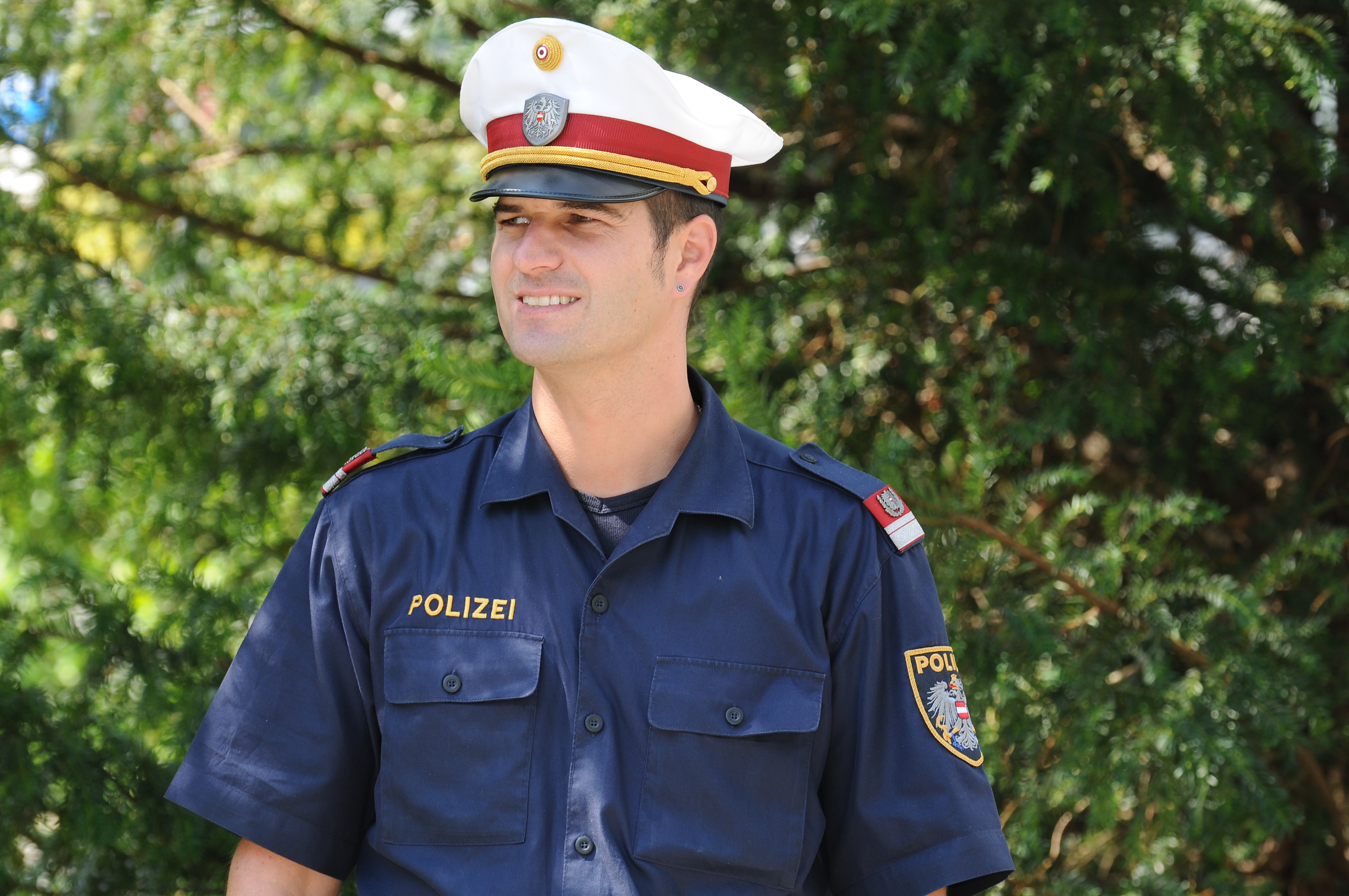
Polizist mit weißer Tellerkappe
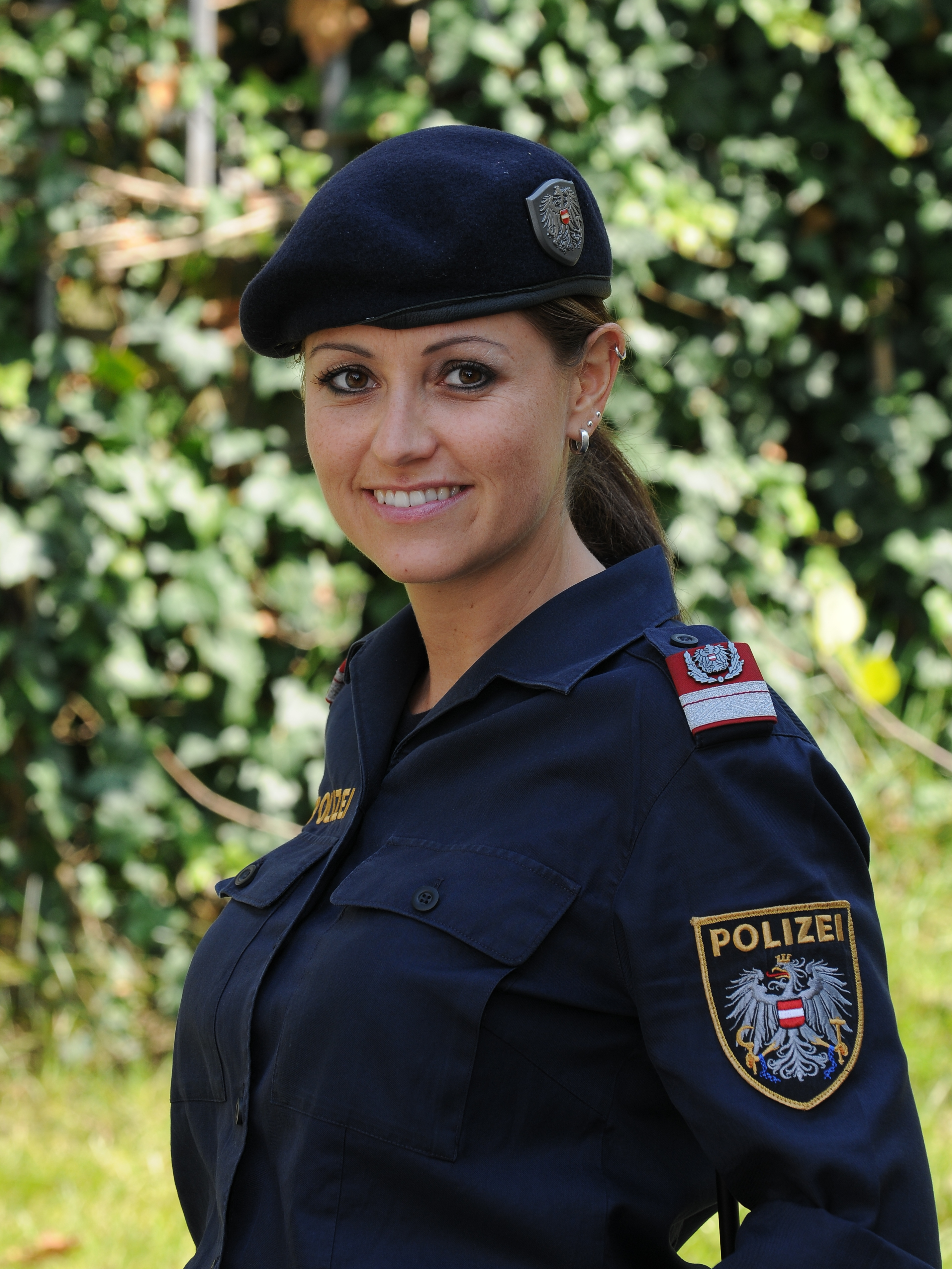
Polizistin mit blauem Barett

Im regulären Dienst ist die blaue oder die weiße Tellerkappe zu tragen, im Verkehrsdienst ist das Tragen der weißen Kappe verpflichtend. Die Kappen der Angehörigen des Wachkörpers Bundespolizei sowie die der Polizeiseelsorger weisen einen krapproten Kappensteg auf, jene der Angehörigen des Höheren Dienstes einen bordeauxvioletten. Der Generaldirektor für die öffentliche Sicherheit, der stellvertretende Generaldirektor (BL-II-B-1), die Behördenleiter, die Behördenleiterstellvertreter, die Bediensteten der Verwendungsgruppe A1/5 aufwärts, die Bundesseelsorger und die Exekutivbediensteten mit dem Dienstgrad Brigadier, Generalmajor und General tragen eine Tellerkappe mit goldbesticktem Kappenschirm. Bei entsprechender Witterung ist es gestattet, eine Winterkappe mit herunterklappbaren Seitenteilen zu tragen. Unter genau bestimmten Voraussetzungen ist auch das Tragen der im Jahr 2013 eingeführten Wollmütze erlaubt. Bei ordnungspolizeilichen Anlässen wird ein blaues Barett getragen. Abweichend davon haben bestimmte Einheiten Barette in verschiedenen Farben. Von den Einsatzeinheiten sowie von Einsatztrainern (Ausbilder für Einsatztechnik, Einsatztaktik und Schießen) wird ein schwarzes, von der WEGA sowie dem Einsatzkommando Cobra ein dunkelrotes und von den Diensthundeführern ein hellgrünes Barett getragen. Eingeteilte Beamte (VWgr. E2c und E2b) tragen auf ihren Kopfbedeckungen ein platinfarbenes, Dienstführende Beamte (VWGr. E2a) ein silberfarbenes und Leitende Beamte (VWGr. E1) sowie Angehörige des Höheren Dienstes ein goldfarbenes Kappenemblem. 

### Repräsentationsuniform
Die Anschaffung der Repräsentationsuniform ist derzeit nur für Dienstführende Beamte in Kommandantenfunktion (sowie Stellvertreter), Leitende Beamte und Angehörige des Höheren Dienstes verpflichtend. Es gibt Bestrebungen, dies zu ändern.

#### Hose bzw. Rock

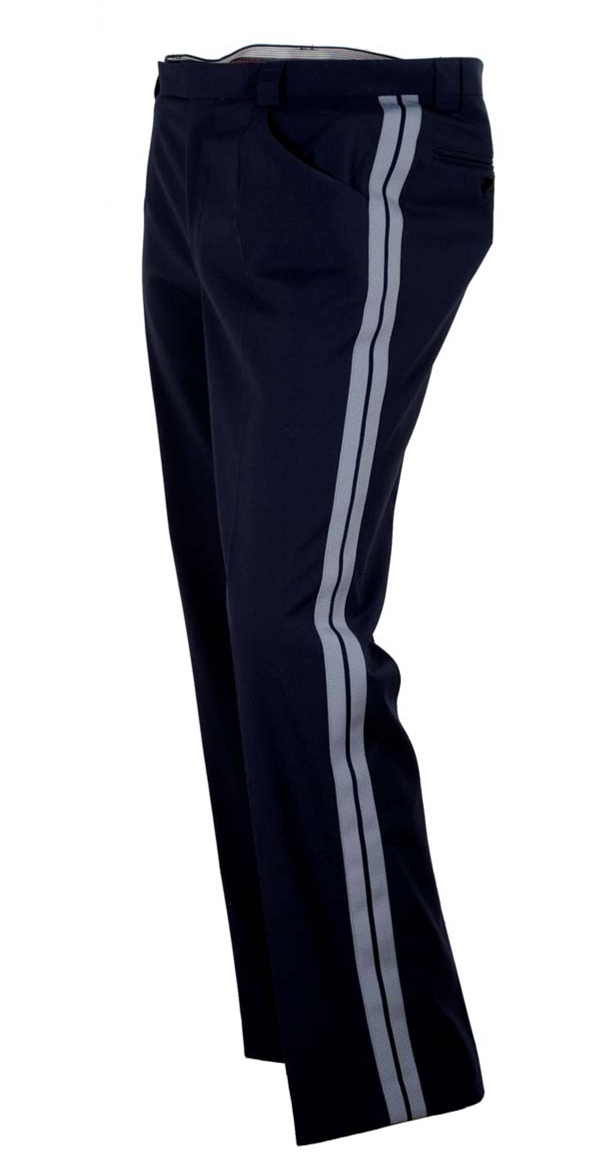
Uniformhose
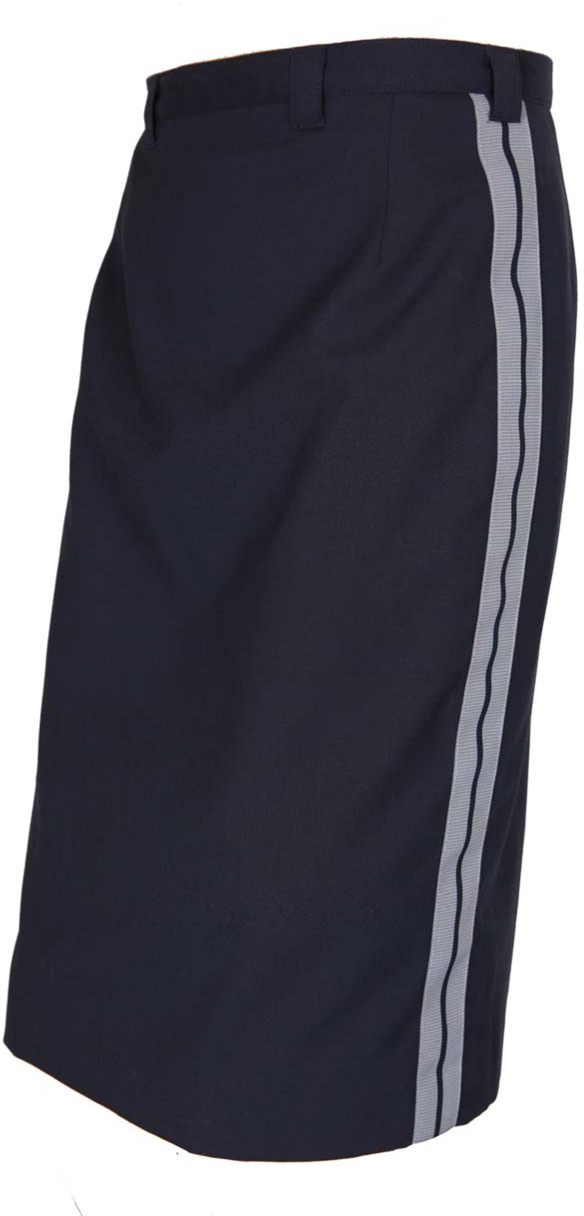
Uniformrock

Im Unterschied zur Einsatzuniform befinden sich auf der Uniformhose der Repräsentationsuniform keine Schenkeltaschen. Für weibliche Bedienstete steht als Alternative ein Uniformrock zur Verfügung.

#### Hemd
Es handelt sich um dasselbe Hemd wie bei der Einsatzuniform. Es ist jedoch ausdrücklich untersagt, das kurzärmelige weiße Hemd zur Repräsentationsuniform zu tragen. Die Verwendung der Krawatte ist vorgeschrieben.

#### Sakko bzw. Blazer

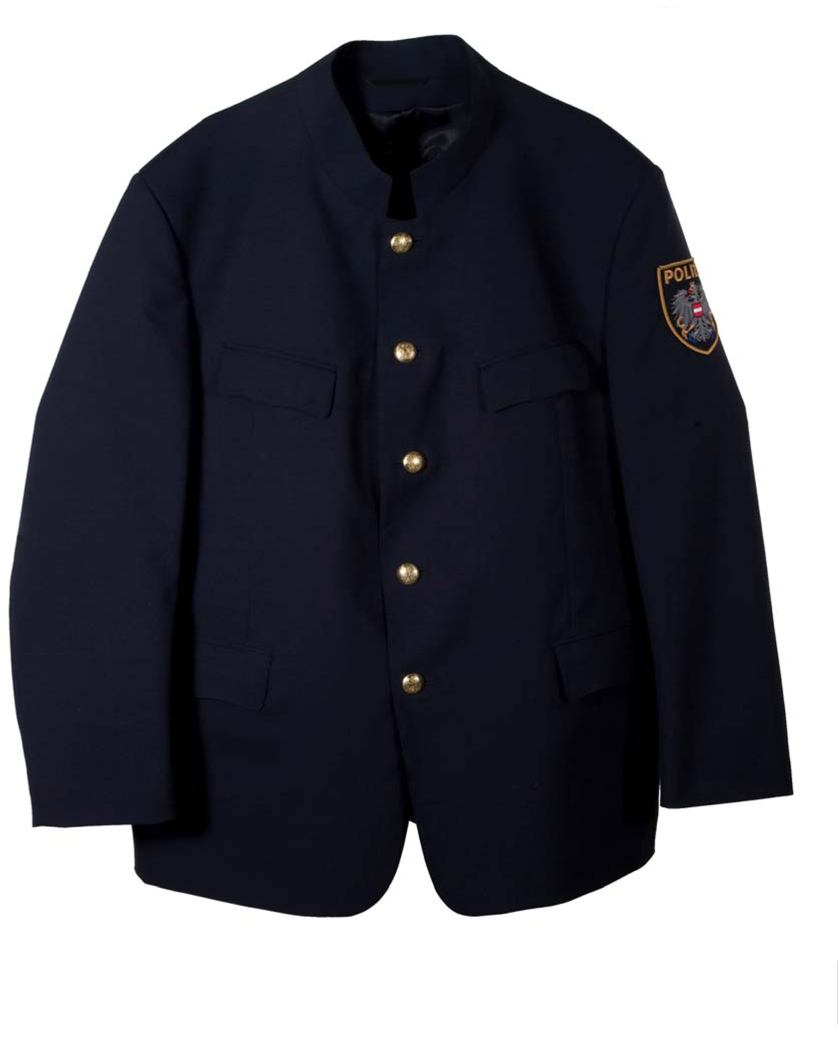
Uniformsakko
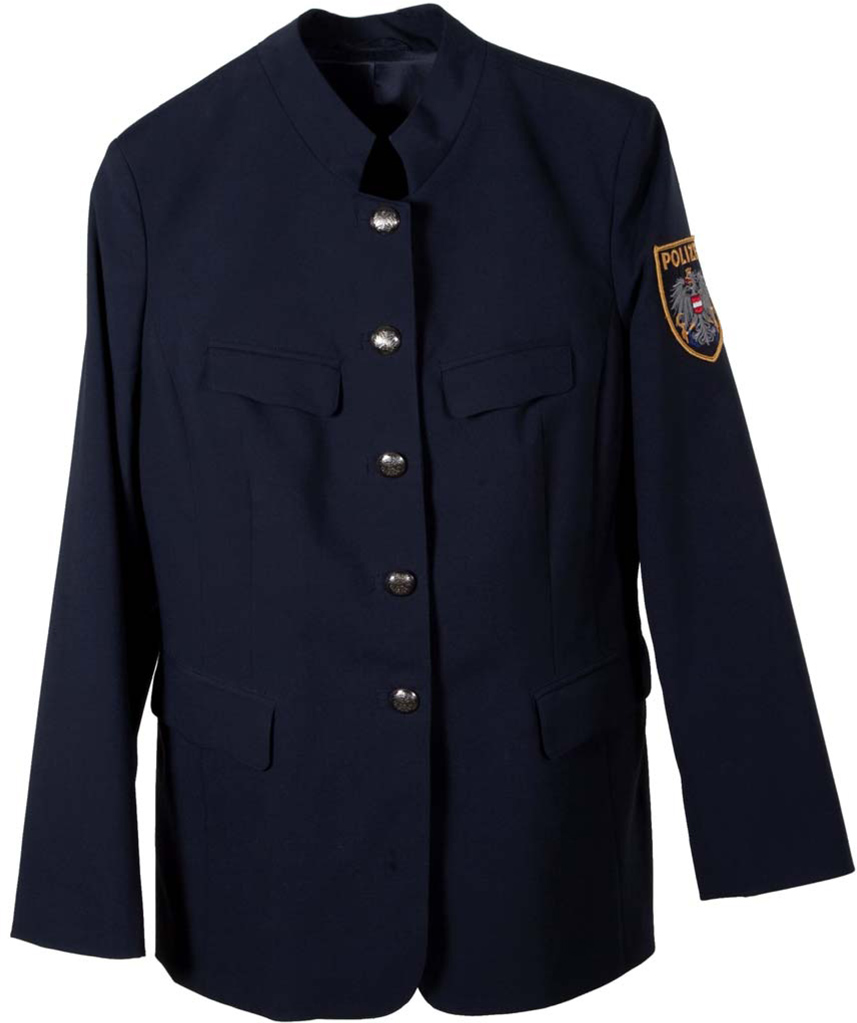
Uniformblazer
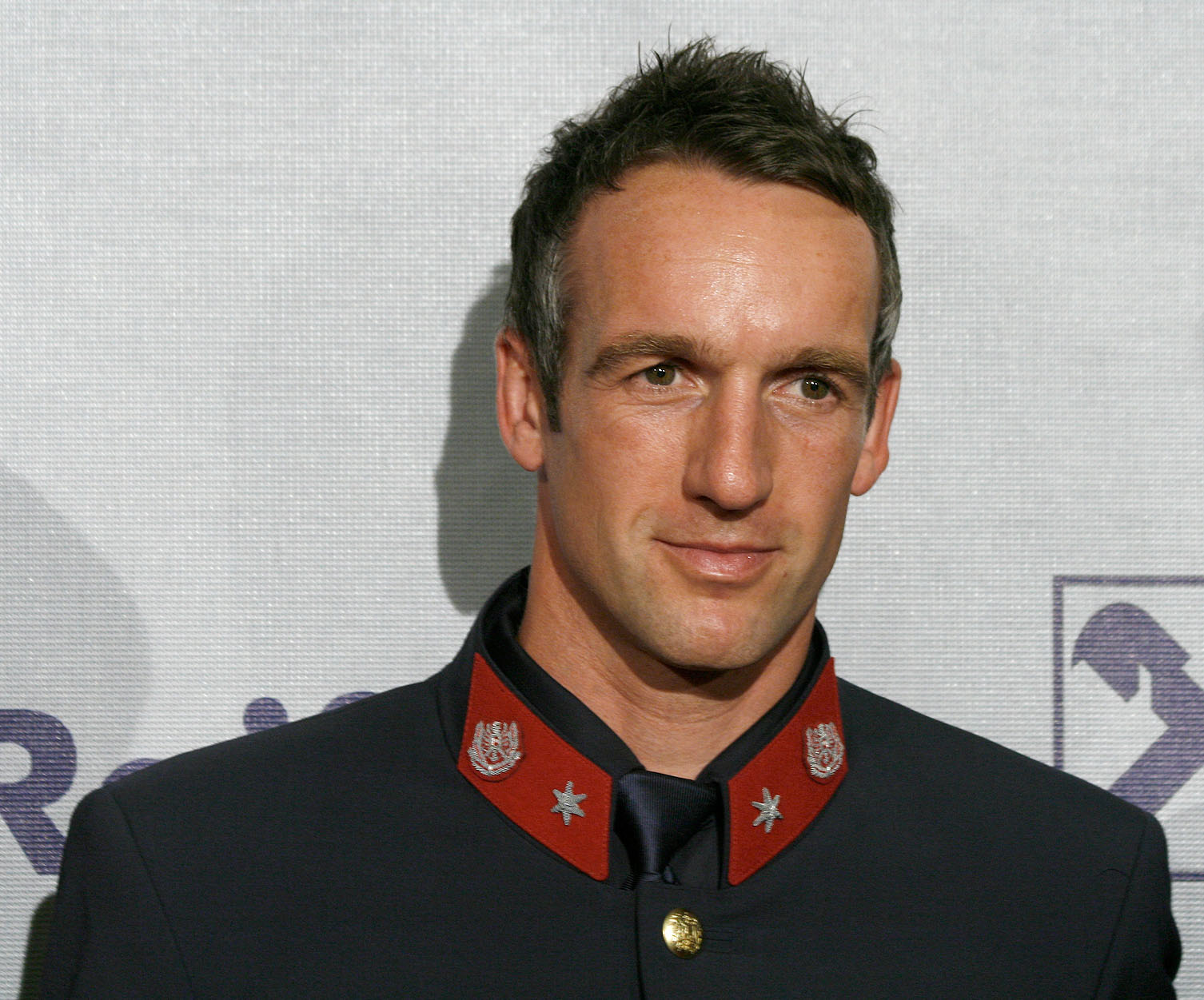
Polizist Christoph Sumann in Repräsentationsuniform

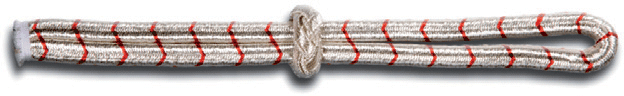
Schulterspange Dienstführende Beamte
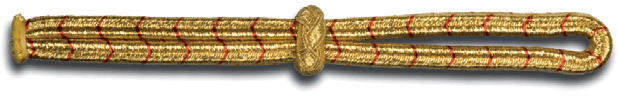
Schulterspange Leitende Beamte und Rechtskundiger Dienst

Als Uniform für festliche Anlässe trägt man zur Repräsentationuniform anstatt einer Jacke ein Sakko, Damen tragen einen optisch ähnlichen Blazer. Es handelt sich dabei um Modelle mit einer hochgeschlossenen Kragenvariante, jedoch nicht um einen Stehkragen, wie er bei historischen österreichischen Uniformen anzutreffen ist. Auf den Kragenflügeln befinden sich die gestickten, rautenförmigen Distinktionen. Dienstführende Exekutivbedienstete führen auf der linken Schulter eine silberne Funktionsspange, Leitende EB sowie Angehörige des Höheren Dienstes und auch die der Polizeiseelsorge eine goldene.

#### Mantel

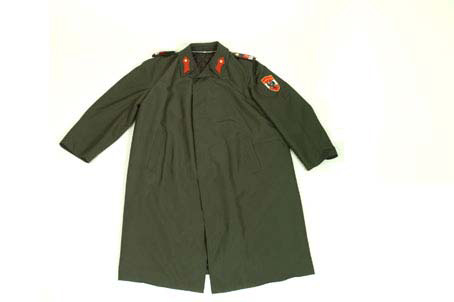
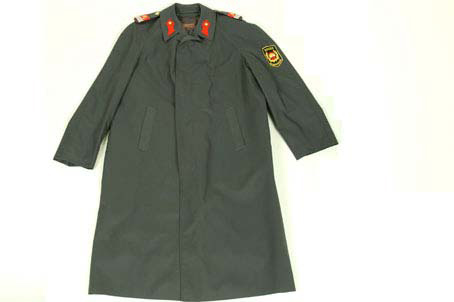

Für Tage mit kalter Witterung trägt man zur Repräsentationsuniform einen Uniformmantel mit einzippbarem Innenfutter. Die Mäntel der Angehörigen des Wachkörpers Bundespolizei und der des rechtskundigen Dienstes, unterscheiden sich am krapproten (Wachkörper) bzw. bordeauxvioletten Mantelparoli.

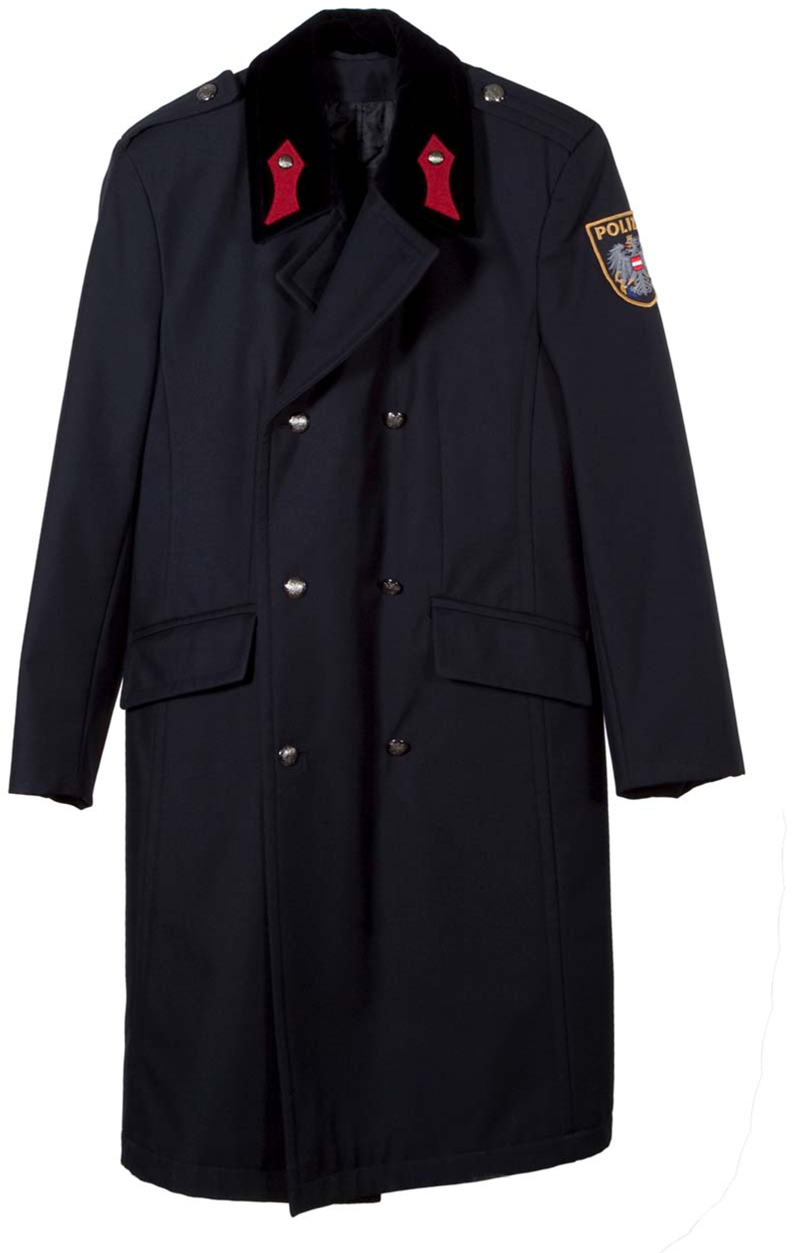
Uniformmantel des Wachkörpers Bundespolizei
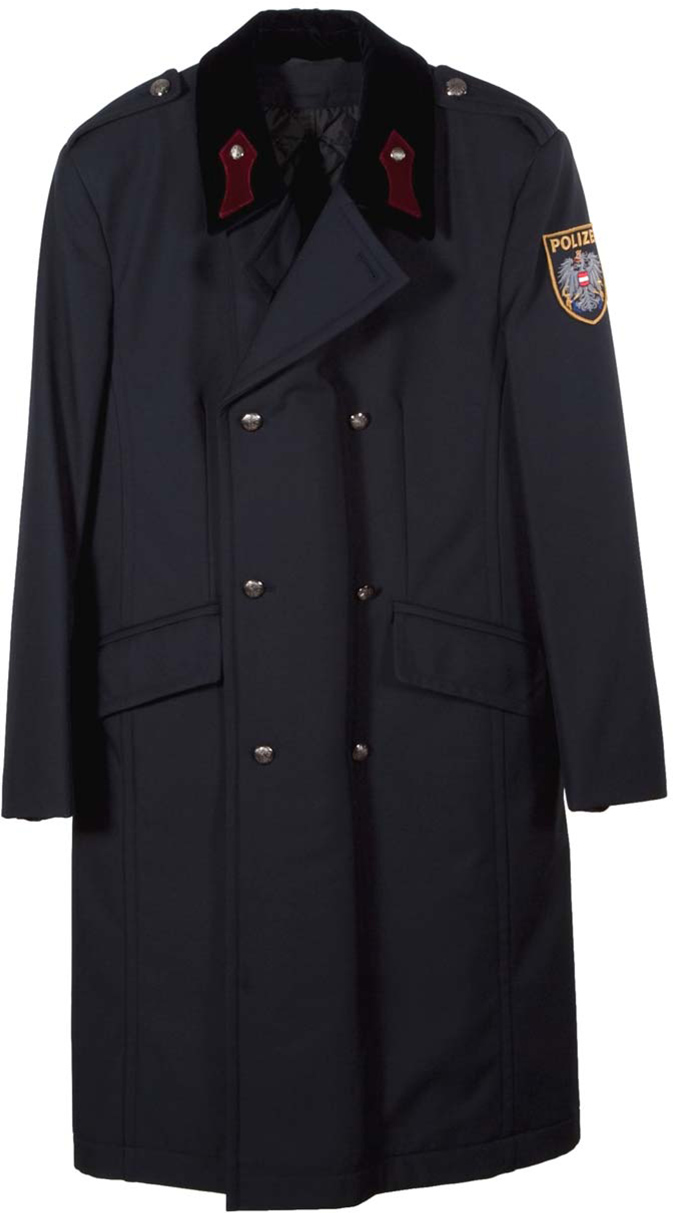
Uniformmantel des Rechtskundigen Dienstes

#### Kopfbedeckung

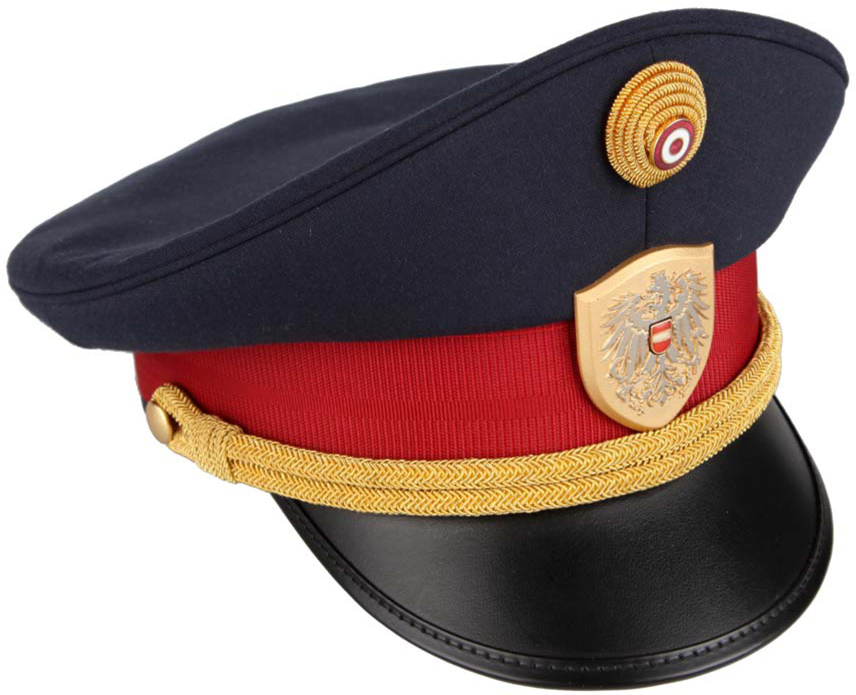
Blaue Tellerkappe eines Leitenden Beamten
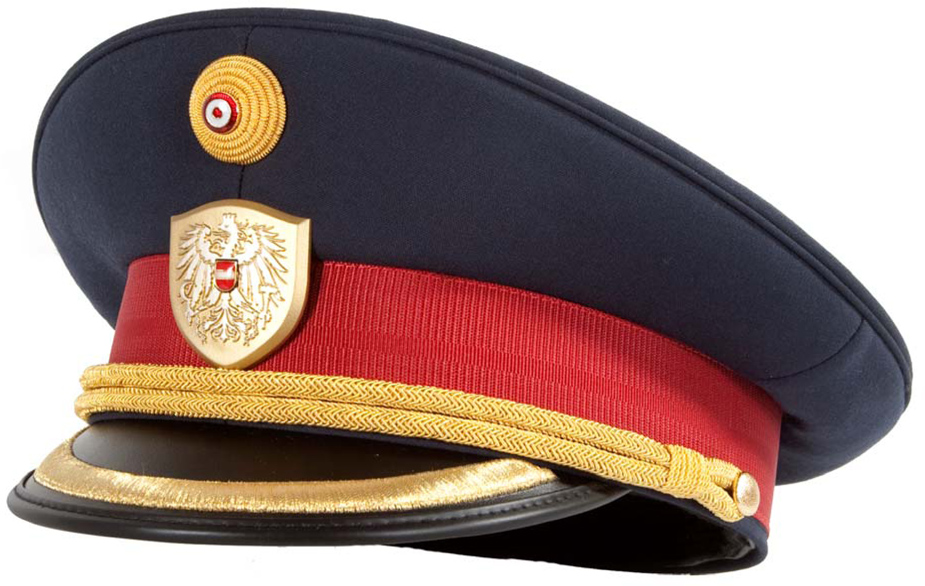
Blaue Tellerkappe mit goldbesticktem Kappenrand eines Leitenden Beamten
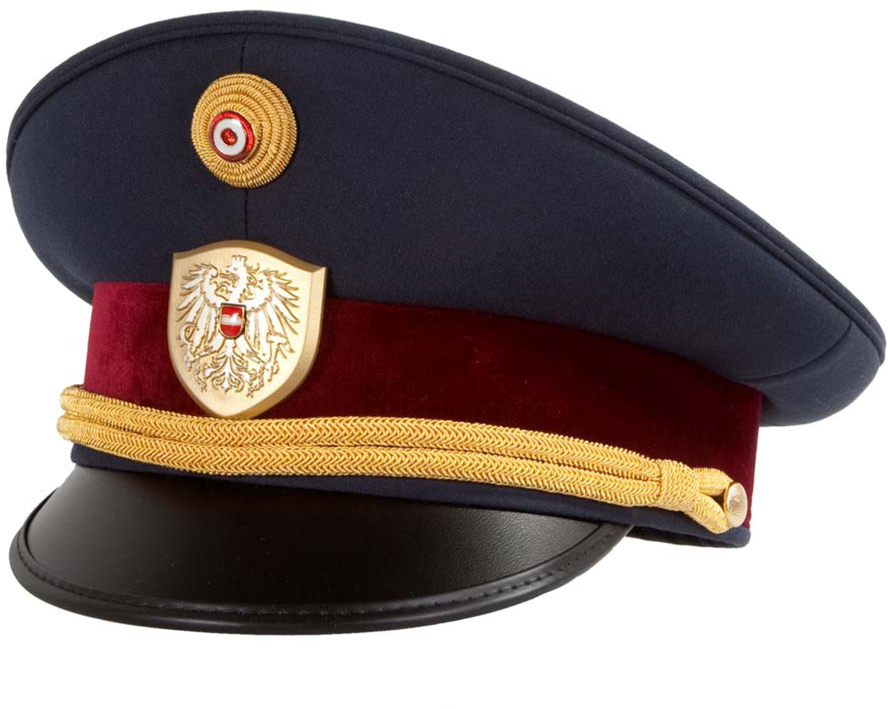
Blaue Tellerkappe eines Rechtskundigen
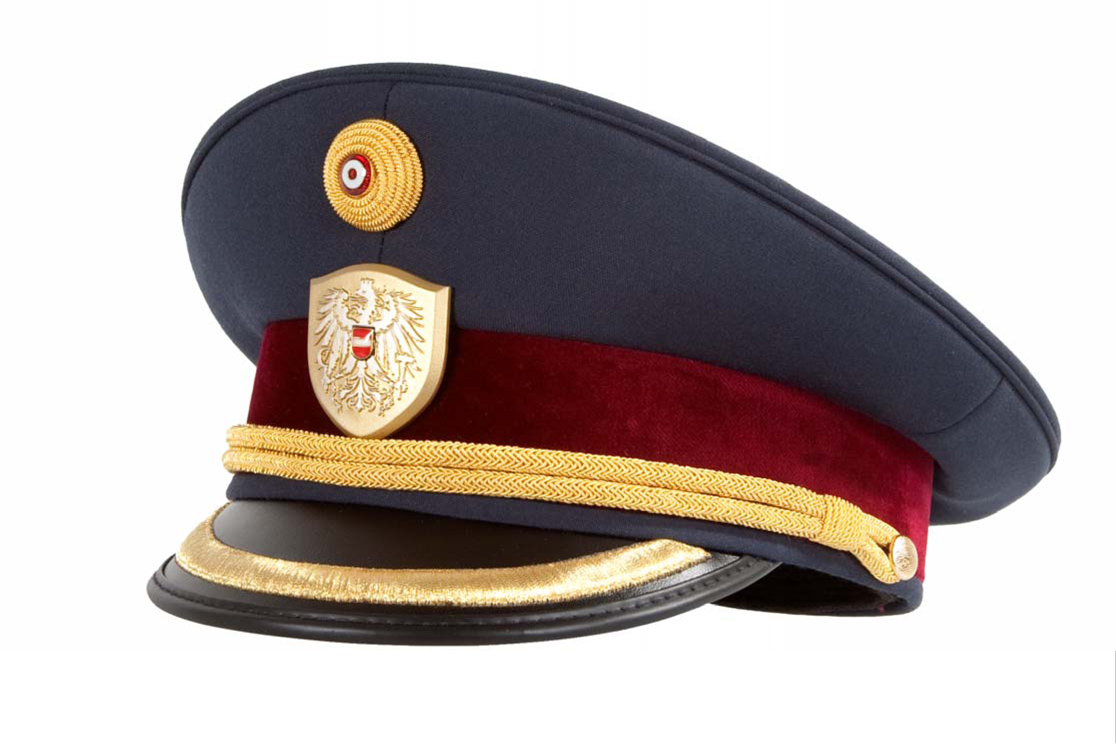
Blaue Tellerkappe mit goldbesticktem Kappenrand eines Rechtskundigen
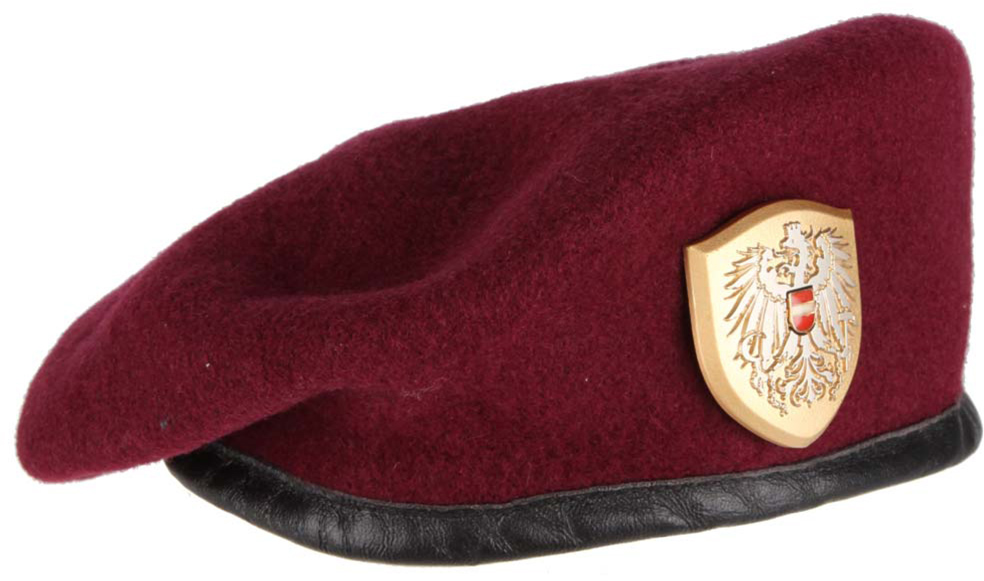
Weinrotes Barett eines Leitenden Beamten

Zur Repräsentationsuniform wird grundsätzlich die Tellerkappe blau getragen, lediglich den Angehörigen des EKO Cobra ist das Tragen des Baretts gestattet. Der Generaldirektor für die öffentliche Sicherheit, der stellvertretende Generaldirektor (BL-II-B-1), die Behördenleiter, die Behördenleiterstellvertreter, die Bediensteten der Verwendungsgruppe A1/5 aufwärts, die Bundesseelsorger und die Exekutivbediensteten mit dem Dienstgrad Brigadier, Generalmajor und General tragen eine Tellerkappe mit goldbesticktem Kappenschirm.

## Historische Uniformen von Polizei und Gendarmerie

### Einsatzuniform

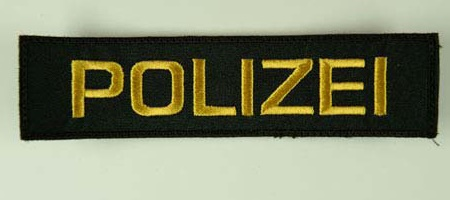
Schriftzug auf den Uniformen der Polizei
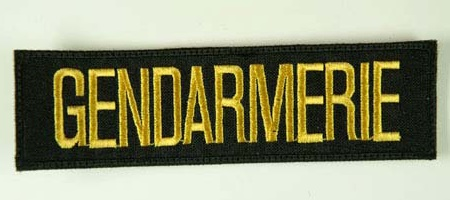
Schriftzug auf den Uniformen der Gendarmerie

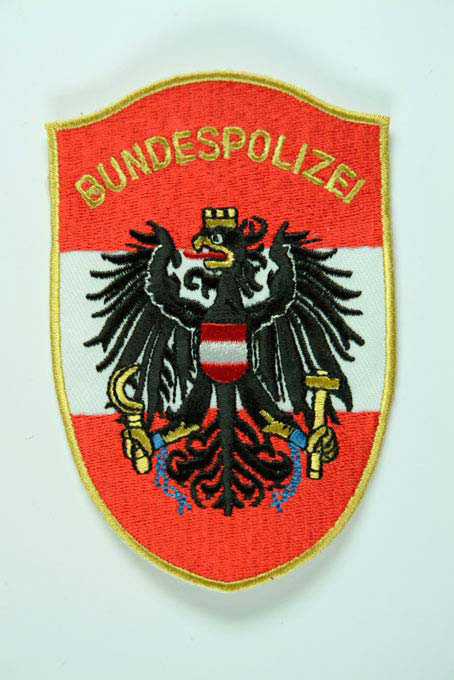
Ärmelabzeichen der Polizei
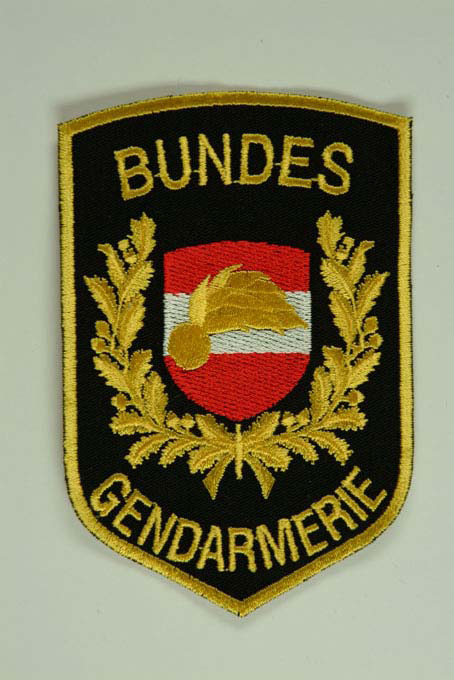
Ärmelabzeichen der Gendarmerie

Die Einsatzuniform war die Uniform, die von den Bediensteten im regulären, täglichen Dienst getragen wurde. Den Angehörigen des Höheren Dienstes der Sicherheitsbehörden war es freigestellt, die Einsatzuniform zu beziehen. Im regulären Dienst wurde von ihnen die Repräsentationsuniform getragen. Die Jacken, Mäntel und Kappen waren bei der Polizei in Dunkelgrün („Flaschengrün“) und bei der Gendarmerie in Grau („Hechtgrau“) gehalten.

#### Hose
Bei der im regulären Dienst verwendeten Mehrzweckhose handelte es sich um eine schwarze Mischfaserhose. Im Oberschenkelbereich befanden sich Außentaschen mit Knopfverschluss, die beiden Gesäßtaschen waren ebenfalls mit Knöpfen verschlossen.

#### Unterleibchen
Unter dem Hemd oder dem Rollkragenpullover wurde ein weißes Unterleibchen mit kurzen Ärmeln aus Baumwolle getragen.

#### Hemd bzw. Bluse

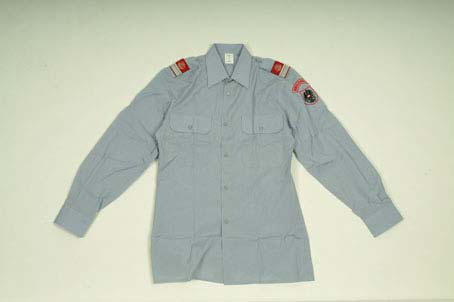
Langärmeliges, graues Uniformhemd der Polizei
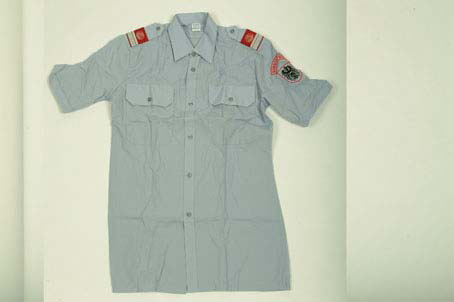
Kurzärmeliges, graues Uniformhemd der Polizei
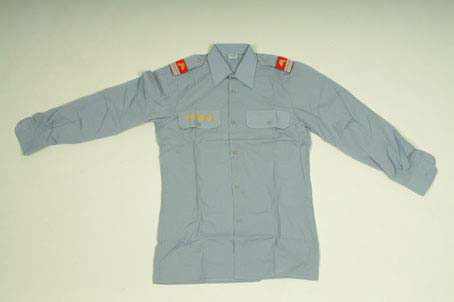
Langärmeliges, graues Uniformhemd der Gendarmerie
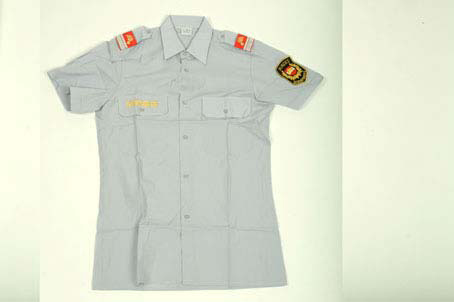
Kurzärmeliges, graues Uniformhemd der Gendarmerie

Das langärmelige graue Uniformhemd bzw. die Uniformbluse, aus Mischfaser gefertigt, wurde im regulären Dienst getragen. Bei heißer Witterung war das Tragen des kurzärmeligen grauen Hemdes gestattet. Das Tragen der Krawatte zum langärmeligen Hemd war vorgesehen.

#### Polohemd

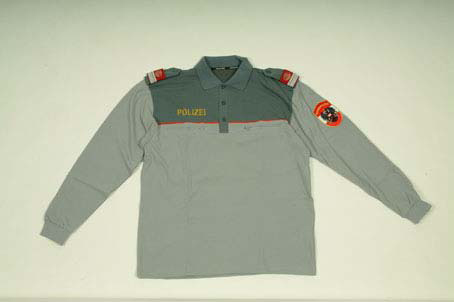
Langärmeliges Uniformpolo der Polizei
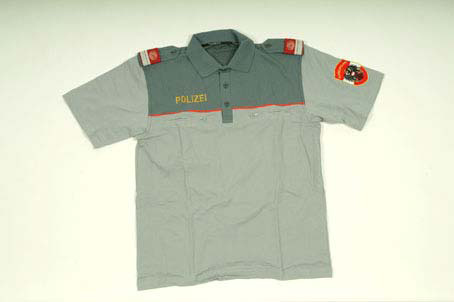
Kurzärmeliges Uniformpolo der Polizei
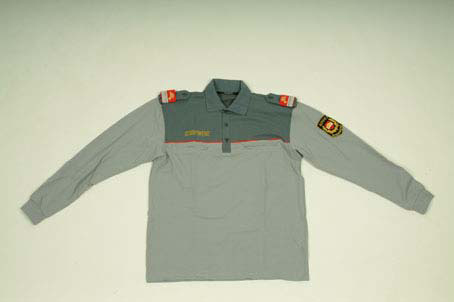
Langärmeliges Uniformpolo der Gendarmerie
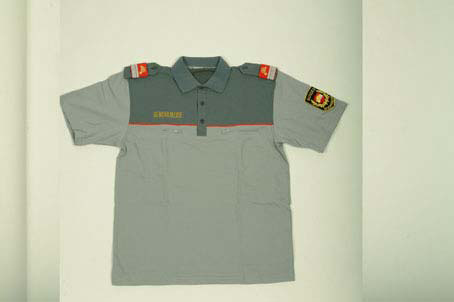
Kurzärmeliges Uniformpolo der Gendarmerie

Alternativ zum Hemd gab es ab 2002 das graue Polohemd mit rotem Querstreifen. Auch davon gab es eine lang- und kurzärmelige Version.

#### Pullover
Bei kalter Witterung konnte anstatt des Uniformhemdes ein grauer Rollkragenpullover getragen werden. Weiters war auch ein grauer Wollpullover vorhanden, welcher sowohl über dem Uniformhemd als auch über dem Rollkragenpullover getragen werden konnte. Im Außendienst war das Tragen der Pullover als oberste Bekleidungsschicht, außer in Fahrzeugen, nicht gestattet. Im Innendienst war das Tragen des Rollkragenpullovers als oberstes Bekleidungsstück ebenso nicht gestattet.

#### Jacke

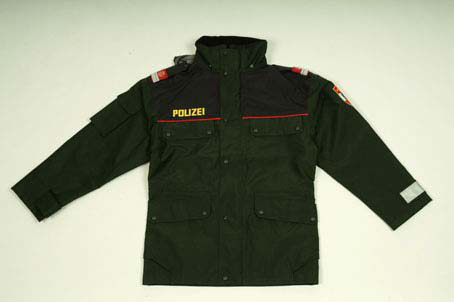
Mehrzweckjacke Polizei
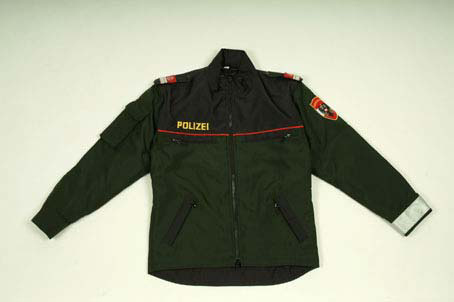
Einsatzjacke Polizei
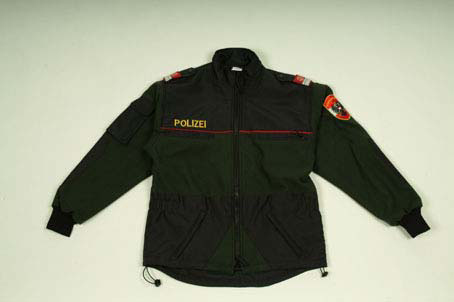
Fleecejacke Polizei
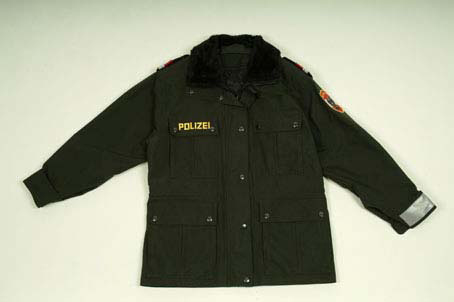
Mehrzweckanorak Polizei
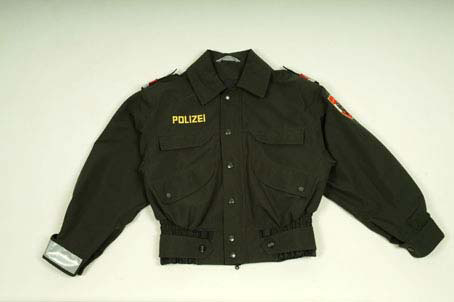
Blouson Polizei
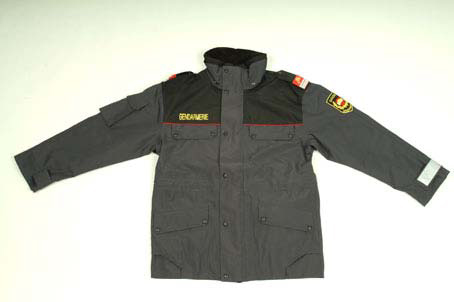
Mehrzweckjacke Gendarmerie
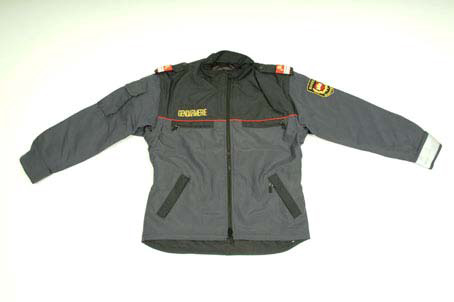
Einsatzjacke Gendarmerie
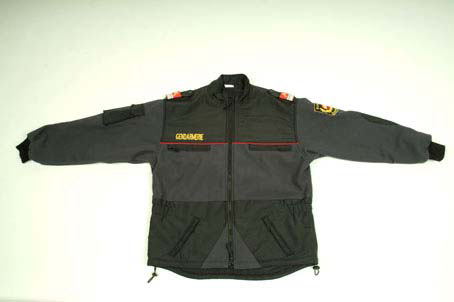
Fleecejacke Gendarmerie
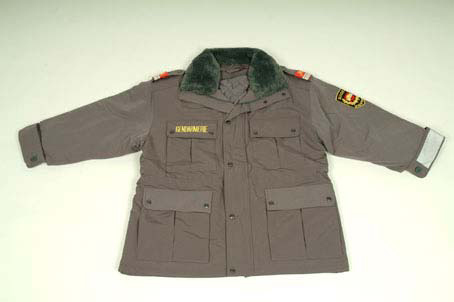
Mehrzweckanorak Gendarmerie

Den Bediensteten standen drei verschiedene Jackenarten zur Verfügung. Zum einen die Mehrzweckjacke, welche mit vielen Außentaschen ausgestattet war und vornehmlich im regulären Außendienst getragen wurde. Sie besaß einen aufknöpfbaren Fleecekragen für kalte Witterung und eine aufknöpfbare Regenkapuze. Die Einsatzjacke war eine etwas enger und kürzer geschnittene sowie mit weniger Außentaschen ausgestattete Jacke, welche vor allem im ordnungspolizeilichen Bereich eingesetzt wird. Beide Jacken bestanden aus Funktionsmaterial (Gore-Tex). Als separat tragbare, aber auch als Innenfutter für die Mehrzweckjacke zu verwendende Alternative stand noch die dunkelgrüne Fleecejacke zur Verfügung. Diese drei Jacken wiesen einen roten Bruststreifen aus. Zuletzt war auch noch der Mehrzweckanorak und bei der Polizei das Blouson im Gebrauch, diese stammten aus früheren Beschaffungen. Für den Verkehrsdienst war ein signalgelber Überwurf vorgesehen.

#### Overall
Im Regeldienst wurde ein Overall von den Angehörigen des EKO Cobra (schwarz), der WEGA (schwarz), und teilweise auch von den Diensthundeführern (grau) getragen.

#### Kopfbedeckung

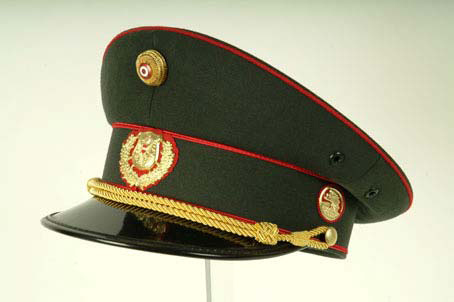
Grüne Tellerkappe eines Eingeteilten Beamten der Polizei
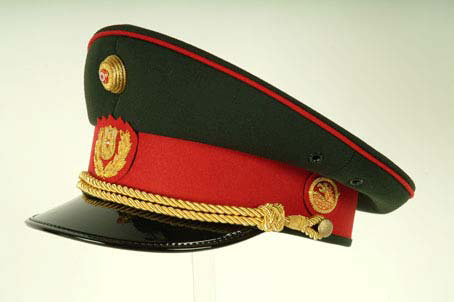
Grüne Tellerkappe eines Leitenden Beamten der Polizei
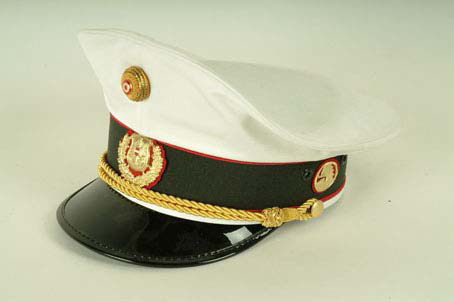
Weiße Tellerkappe eines Eingeteilten Beamten der Polizei
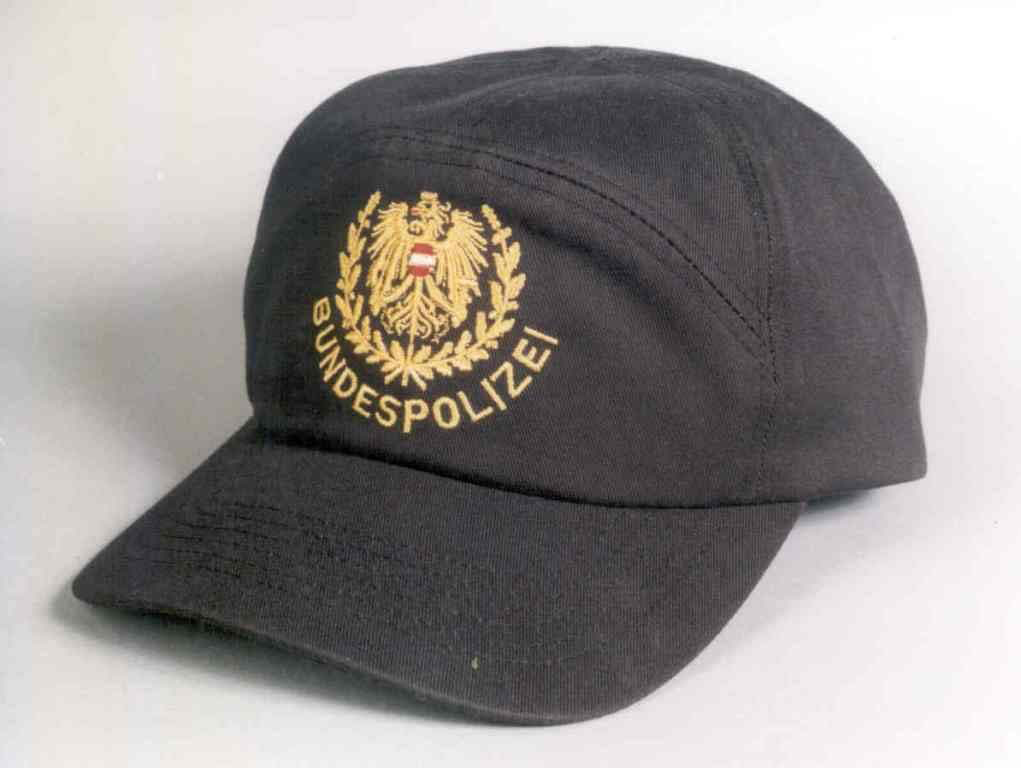
Sommerkappe der Polizei
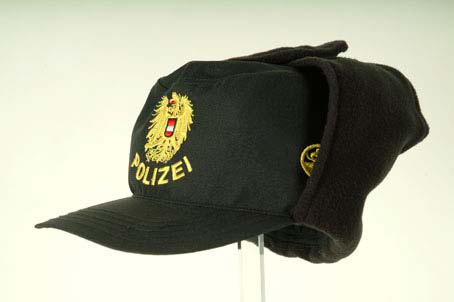
Winterkappe der Polizei
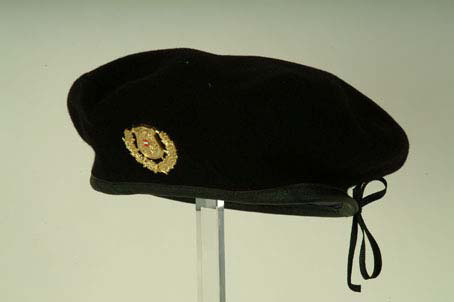
Schwarzes Barett eines Eingeteilten Beamten der Polizei
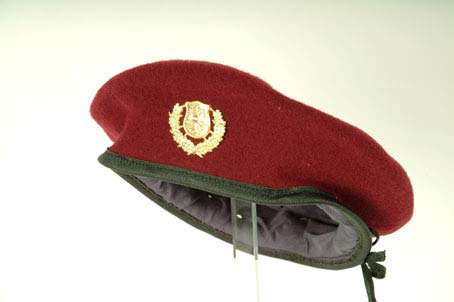
Weinrotes Barett eines Eingeteilten Beamten der Polizei (WEGA)
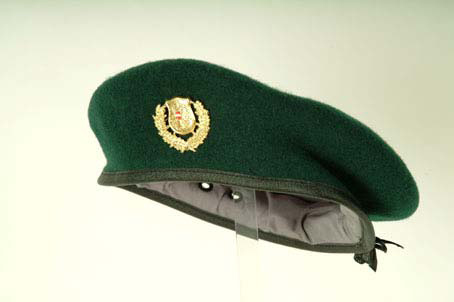
Grünes Barett eines Eingeteilten Beamten der Polizei (Diensthundeführer)
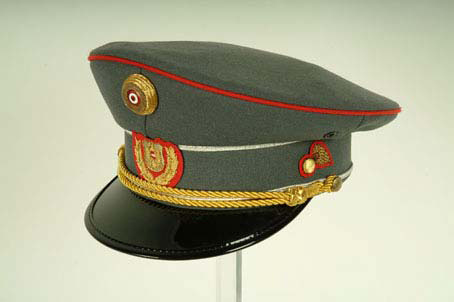
Graue Tellerkappe eines Dienstführenden Beamten der Gendarmerie
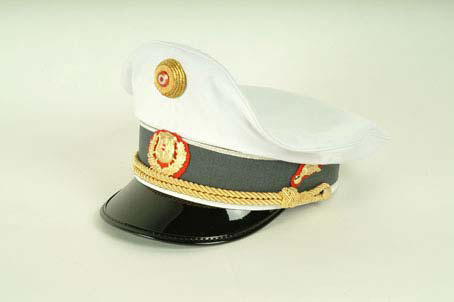
Graue Tellerkappe eines Eingeteilten Beamten der Gendarmerie
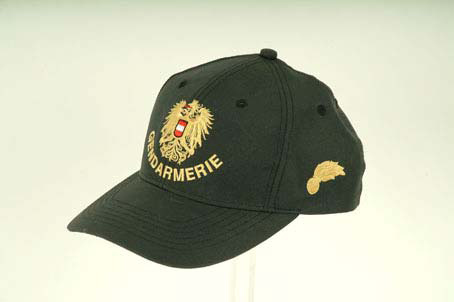
Sommerkappe der Gendarmerie
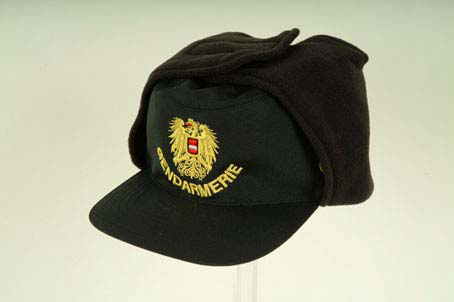
Winterkappe der Gendarmerie
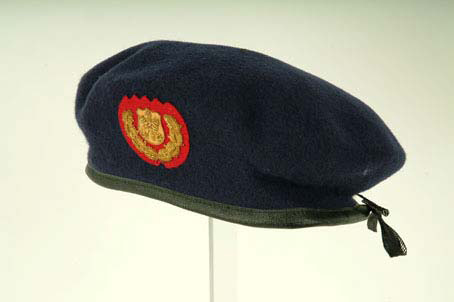
Blaues Barett eines Dienstführenden Beamten der Gendarmerie

Im regulären Dienst wurde die grüne bzw. graue Tellerkappe getragen, beim Verkehrsdienst die weiße. Die Kappen der Angehörigen der Polizei unterschieden sich je nach Verwendungsgruppe. Die Kappen der eingeteilten Beamten (E2c und E2b) wiesen einen grünen Kappensteg auf, die Kappen der dienstführenden Beamten (E2a) führten am Kappensteg einen etwa einen Zentimeter breiten, roten Besatz auf und die Kappen der leitenden Beamten (E1) wiesen einen komplett roten Kappensteg auf. Die Kappen der Angehörigen des Höheren Dienstes und der Polizeiseelsorge hatten einen bordeauxvioletten Kappensteg. Die Behördenleiter, die Behördenleiterstellvertreter, die Bundesseelsorger und die Exekutivbediensteten mit dem Dienstgrad Brigadier und General trugen eine Tellerkappe mit goldbesticktem Kappenschirm.
Bei der Gendarmerie erfolgte die Unterscheidung auf Grund der Farbe der Umrandung des Kappensteges. Bei eingeteilten Beamten war die Umrandung rot, bei dienstführenden Beamten silber und bei leitenden Beamten goldfarben. Auch hier wies die Tellerkappe ab dem Dienstgrad Brigadier einen goldbestickten Kappenschirm auf. Bei allen Kopfbedeckungen außer der Sommerkappe gab es eine Unterscheidung zwischen Eingeteilten Beamten einerseits und Dienstführenden und Leitenden Beamten andererseits, dass bei letzteren das Hoheitszeichen an der Kappenfront sowie das Korpsabzeichen auf der linken Seite des Kappensteges gestickt war, dies galt auch für die Kappen des Höheren Dienstes.
Bei entsprechender Witterung war es gestattet, eine dunkelblaue Winterkappe mit herunterklappbaren Seitenteilen zu tragen. Bei ordnungspolizeilichen Anlässen wurde von der Polizei schwarzes, und von der Gendarmerie ein blaues Barett getragen. Abweichend davon hatten bestimmte Einheiten Barette in verschiedenen Farben. Von der WEGA sowie dem Einsatzkommando Cobra wurde ein dunkelrotes und von den Diensthundeführern der Polizei ein hellgrünes Barett getragen.
Als Alternative zur grünen Tellerkappe konnte zur Einsatzuniform eine blaue Baseballkappe getragen werden.

### Repräsentationsuniform
Die Anschaffung der Repräsentationsuniform war für alle Bediensteten verpflichtend.

#### Hose
Im Unterschied zur Einsatzuniform befand sich auf der Hose an der Seitennaht ein rotes Passepoil und keine Schenkeltaschen.

#### Hemd

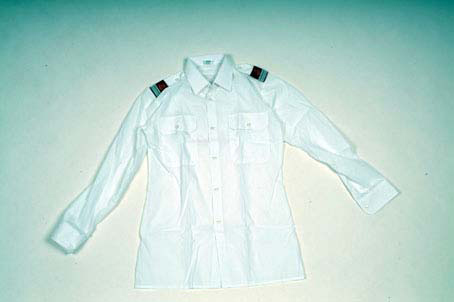
Langärmeliges, weißes Hemd der Polizei
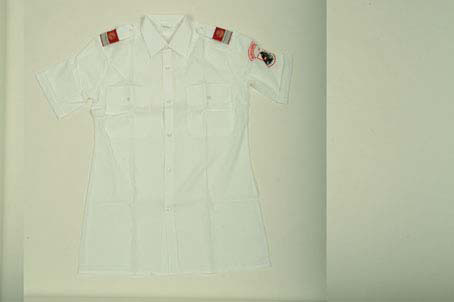
Kurzärmeliges, weißes Hemd der Polizei
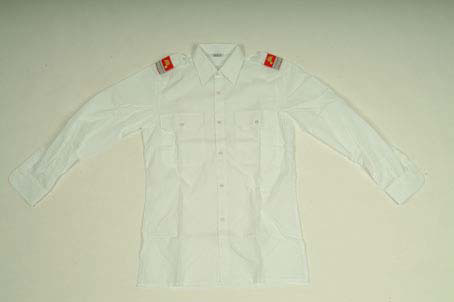
Langärmeliges, weißes Hemd der Gendarmerie
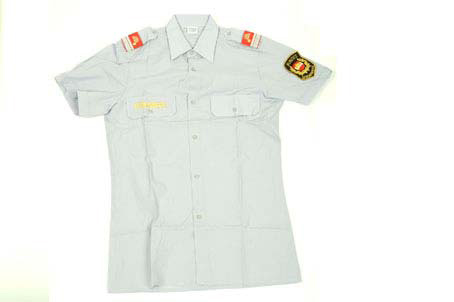
Kurzärmeliges, weißes Hemd der Gendarmerie

Es handelte sich vom Schnitt her um dasselbe Hemd wie bei der Einsatzuniform, jedoch aus weißem Stoff. Es war in einer lang- und kurzärmeligen Version erhältlich. Die Verwendung der schwarzen Krawatte war vorgeschrieben.

#### Sakko

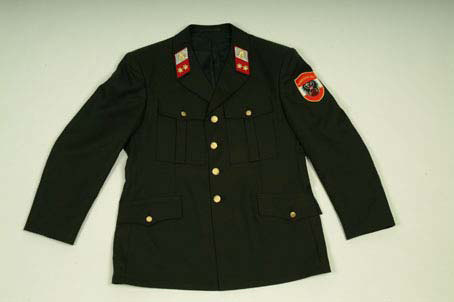
Uniformrock der Polizei
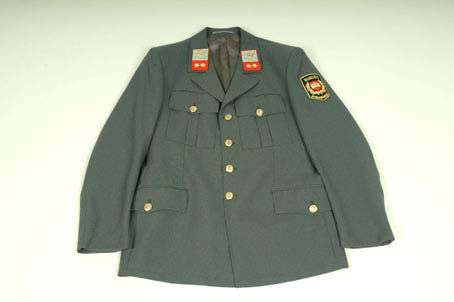
Uniformrock der Gendarmerie

Als Uniform für festliche Anlässe trug man zur Repräsentationuniform anstatt einer Jacke ein Sakko, genannt Uniformrock. Auf dem Kragen befanden sich die gestickten, rautenförmigen (Polizei) bzw. rechteckigen (Gendarmerie) Distinktionen. Dienstführende Exekutivbedienstete führten auf der linken Schulter eine silberne Funktionsspange, Leitende EB sowie Angehörige des Höheren Dienstes und auch die der Polizeiseelsorge eine goldene.

#### Mantel
Für Tage mit kalter Witterung trug man zur Repräsentationsuniform einen Uniformmantel mit einzippbarem Innenfutter.

#### Kopfbedeckung
Zur Repräsentationsuniform wurde grundsätzlich die Tellerkappe grün bzw. grau getragen, lediglich den Angehörigen des EKO Cobra war das Tragen des Baretts gestattet.

## Nachweise
1. ↑  Der Weg zur Uniform und deren Schutz. In: Website des Bundesministeriums für Inneres (bmi.gv.at). 12. Dezember 2018, abgerufen am 22. Januar 2021.
2. ↑  Österreichische Polizei in neuen Kleidern. Artikel auf derStandard.at vom 20. Mai 2004.